# 那覇空港

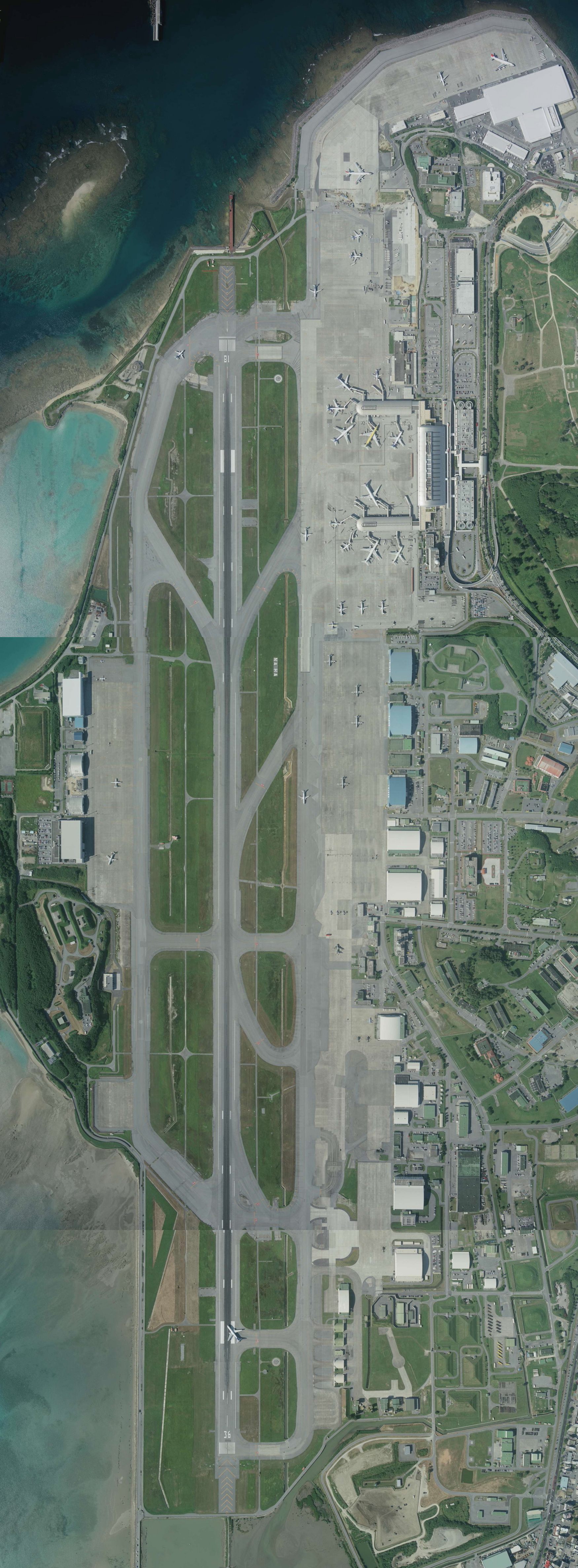
那覇空港の空中写真（2010年撮影の合成写真）

那覇空港（なはくうこう、英: Naha Airport、IATA: OKA, ICAO: ROAH）は、沖縄県那覇市にある空港。国内線の基幹空港で、空港法第4条第1項第6号に該当する空港として政令で定める空港（国管理空港） に区分される。隣接する航空自衛隊那覇基地（英: JASDF Naha Air Base）の施設が併設されている。

## 概要

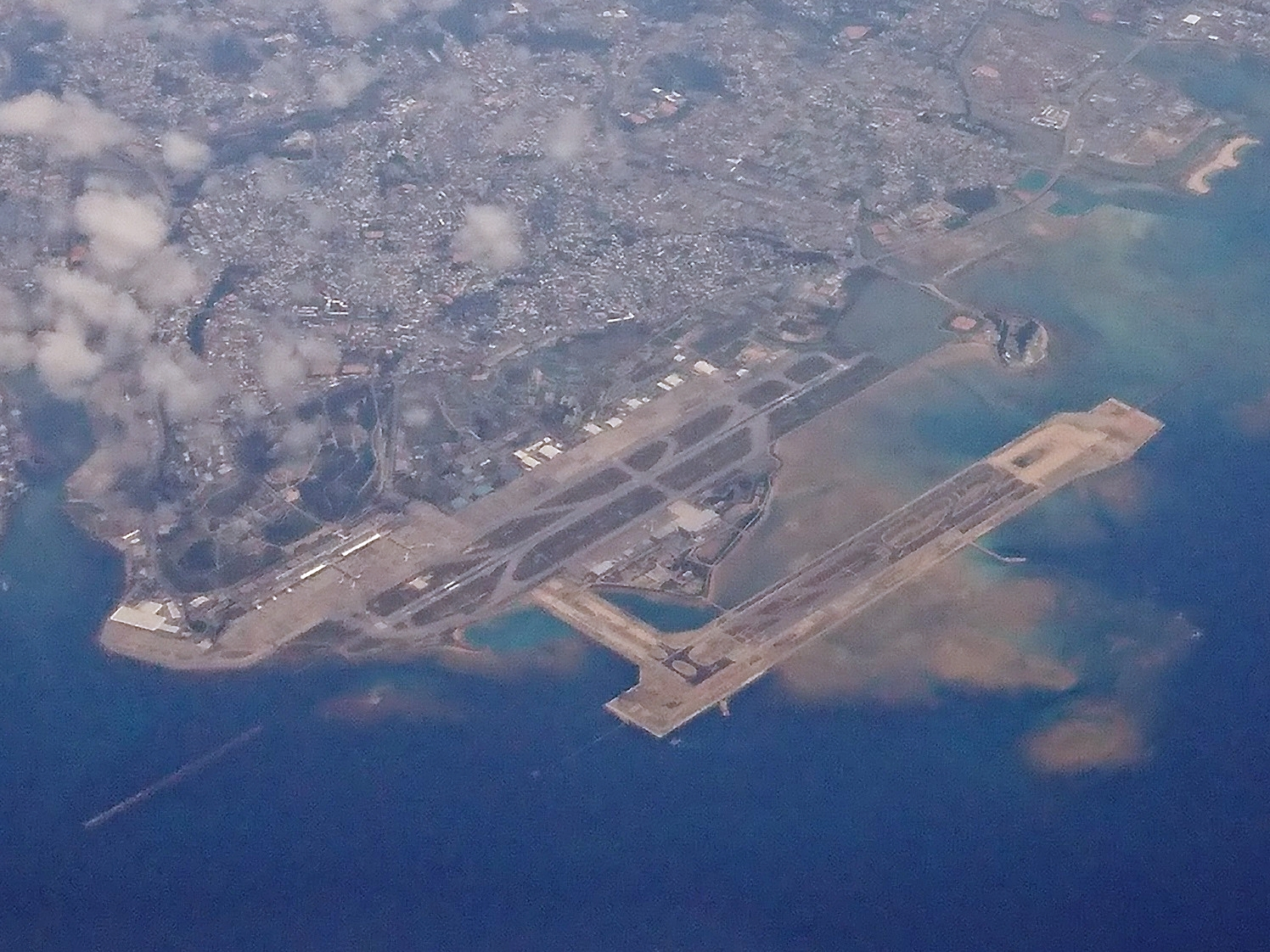
那覇空港俯瞰
（第2滑走路造成完了）

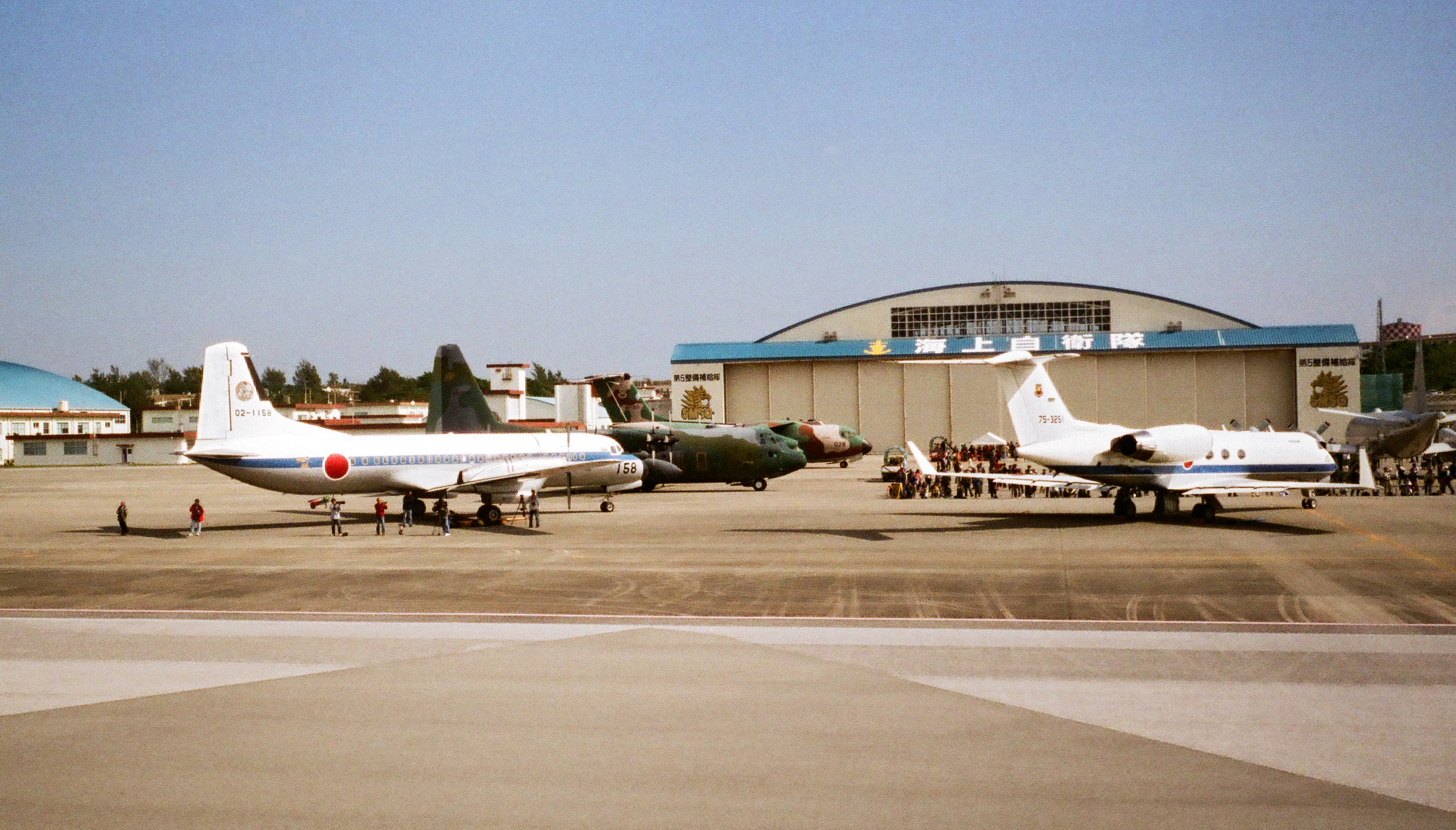
海上自衛隊格納庫前に駐機する航空自衛隊輸送機（2011年）。
奥にC-1、それからC-130、手前にYS-11、U-4。

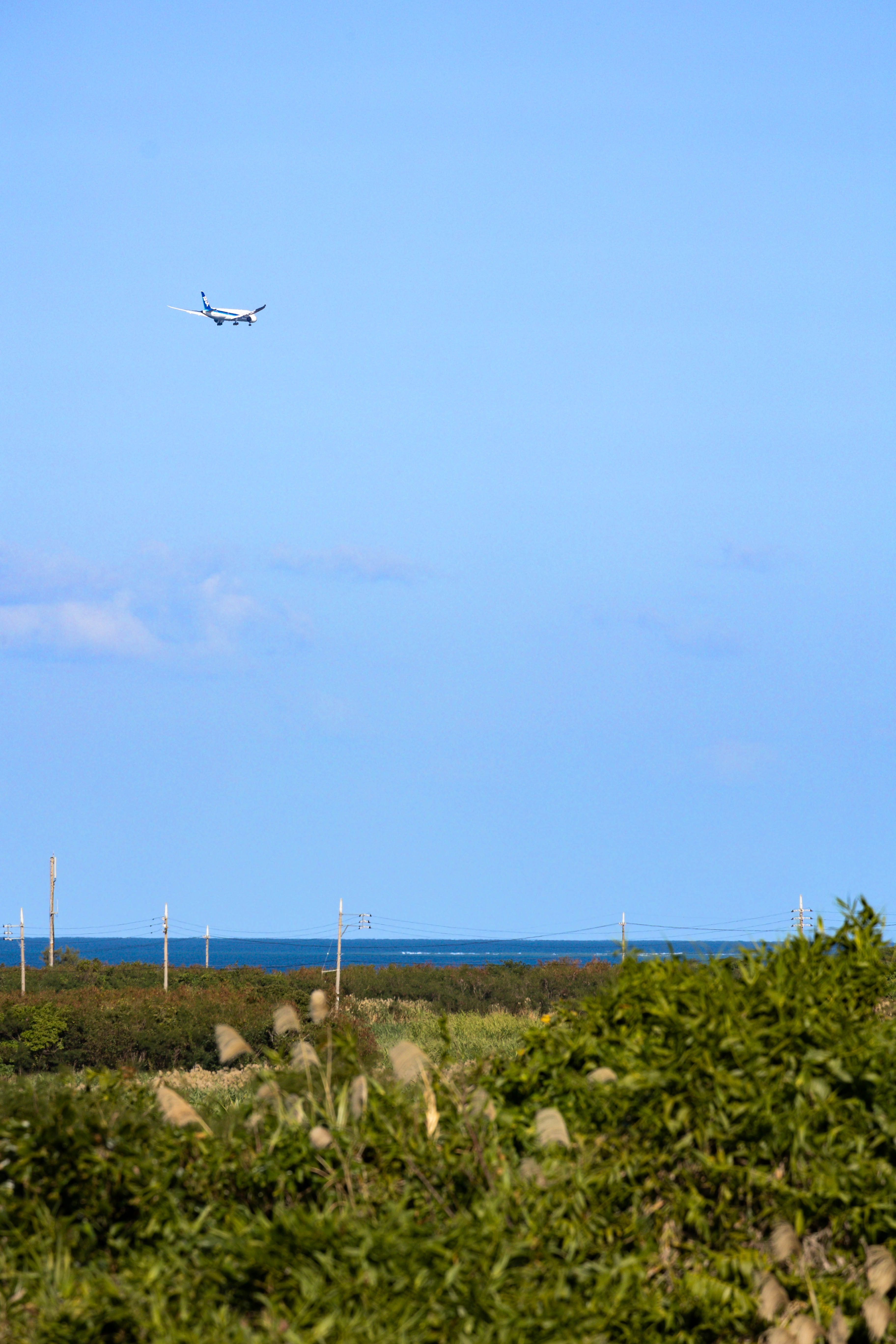
嘉手納飛行場の進入経路を避けるために高度を抑えて離着陸する航空機（2021年）。
糸満市喜屋武から撮影

### 現在
滑走路は3000m×45m、2700m×60mの2本。那覇空港旅客ターミナル、貨物ターミナルの2つのターミナルがあり、県内の離島、本土、海外を合わせて30以上の路線が就航している。日本トランスオーシャン航空、琉球エアーコミューターが当空港を拠点としている上に、また観光客が多いことから繁忙期は日本航空や全日空を中心に臨時便が多くなる。第2滑走路の南端部は豊見城市域になる。
まれに当空港周辺が悪天候などの理由で、民間旅客機が一時的に嘉手納飛行場に着陸する事がある。しかしその時は乗客は機内から出ることはできず、天候の回復や燃料の補給を待って那覇空港へ向けて再び離陸する。これは嘉手納飛行場内に航空旅客施設が不足しているためであり、外国領土扱いだからではない。
国内の通常の空港は朝6時～夜11時までしか使えないため、例えば夜8時頃以降に空港に荷物が到着すると当日中に発送ができず、翌朝6時まで待つことになる。これに対し、那覇空港は24時間発着が可能な空港であるため、那覇空港を使うとアジアの空港に深夜に発送ができ4時間程度で荷物を届けることができる。この貨物輸送があるために、那覇空港は深夜3時頃が一日のうちで最も忙しくなる。

### 利用者数
元のウィキデータクエリを参照してください.

2017年度の年間利用客数は2116万1,683人(国内線1752万4,761人、国際線363万6,922人) で、着陸回数は日本の空港で第5位、旅客数は第6位、国内線だけで見ると着陸回数は第2位、旅客数は第4位となっている。民間旅客機や貨物機、自衛隊機などを合わせた着陸回数は8万3189回（2016年度）で、滑走路1本あたりの密度は、福岡空港の8万7198回に次いで2番目に多く、10年連続最多を更新した。沖縄観光の好調さから国内、海外路線とも順調に増えていることが要因となっている。需要予測では今後10年以内に旅客増加に対応できなくなると予想されている。

## 歴史

### 旧海軍小禄飛行場
1933年（昭和8年）8月、日本軍は半農半漁の集落として栄えた旧小禄村大嶺（ウフンミ）の土地を強制接収し、海軍の軍用飛行場、小禄飛行場（小禄海軍飛行場・海軍小禄飛行場）を建設した。
1936年（昭和11年）3月には軍民共用飛行場として、日本航空輸送の内地・台湾航空路の経由地点たる那覇飛行場として、台北飛行場とともに開港（逓信省航空局管理）。その後太平洋戦争時には海軍が完全な軍用飛行場として接収し、飛行場も拡張された。

### アメリカ軍基地 那覇エアベース
第二次世界大戦中の1945年（昭和20年）6月4日、アメリカ軍が小禄海岸に上陸し、大田実中将率いる海軍を制圧、小禄半島全域を占領し、基地として整備・拡張した。
1953年4月、アメリカ国民政府はさらに新規に軍用地を強制接収するためアメリカ国民政府布令第109号「土地収用令」を公布し、12月5日には東側の小禄村具志に武装兵を出動させて土地接収が進められた。
こうして小禄一帯が、那覇エアベース (AB) 「那覇海軍航空施設」、核ミサイル等を配備する那覇陸軍補助施設「那覇サイト」、那覇軍港「 那覇港湾施設」とその後方施設「那覇ホイール地区」、また将校や下士官・軍属などの住宅地として「那覇空軍・海軍補助施設」といった軍施設が密集する場所となった。

### アメリカ軍基地の自衛隊への移管
1972年（昭和47年）の沖縄復帰にともない、那覇ホイール地区が陸上自衛隊に移管され那覇駐屯地が開設された。1973年4月3日に那覇サイトが航空自衛隊に移管され、10月16日に第5高射群第17高射隊が発足。1975年（昭和50年）6月27日に那覇空軍・海軍補助施設と那覇海軍航空施設が返還され、空港整備法上の第二種空港となった。
| アメリカ軍基地（沖縄返還協定時） | アメリカ軍基地（沖縄返還協定時） | 備考                         |
| -------------------------------- | -------------------------------- | ---------------------------- |
| FAC6064                          | 那覇港湾施設（旧称 那覇軍港）    |                              |
| FAC6066                          | 那覇空軍・海軍補助施設           | 返還協定C表: 空自 那覇基地   |
| FAC6067                          | 那覇サイト                       | 返還協定B表: 空自 那覇基地   |
| FAC6089                          | 那覇海軍航空施設                 | 1975年返還 那覇空港          |
| FAC6065                          | 那覇サーヴィス・センター         | 1995年返還                   |
| -                                | 那覇ホイール地区                 | 返還協定C表: 陸自 那覇駐屯地 |

1982年（昭和57年）、飛行場の施設管理権が航空自衛隊に全面移管された。現在では民間航空便の空港と航空自衛隊、海上自衛隊、陸上自衛隊の航空機を主体する部隊や行政組織の沖縄県警航空隊、海上保安庁航空基地が飛行場内に置かれている。
2010年3月31日に沖縄進入管制区が廃止され那覇進入管制区が新設されたことにより、沖縄島周辺空域のターミナルレーダー管制業務は国土交通省の航空管制官によって行われる。管制室は那覇航空交通管制部ビルに設置されている。アメリカ軍機の飛行の調整のため、アメリカ空軍所属の管制官が那覇空港事務所に常駐することとなり、那覇空港事務所ビルに新たに米空軍提供施設が設けられた。
嘉手納飛行場と那覇飛行場は、航空機進入経路が交差しており、飛行高度の管理では嘉手納飛行場が優先される（詳しくは嘉手納飛行場管制を参照）。対領空侵犯措置任務を行う航空自衛隊の戦闘機に対する管制業務を国土交通省所属の航空管制官が担当するのは、全国に7ヵ所ある当該任務の飛行隊配置飛行場のなかで那覇飛行場のみであり、他の6飛行場については航空自衛隊の航空管制官が担当している。

### 並行滑走路の増設
この空港は、需要増による容量の限界が近づいている上に、航空自衛隊戦闘機のスクランブル発進との競合もあって、滑走路上で事故が発生した際には、他県との陸上交通の手段がない本県の交通に影響を与えることから、並行滑走路の増設工事が実施された。
2008年1月25日までに国土交通省は正式に滑走路の増設の方針を固めた。2012年9月に滑走路増設事業の環境影響評価準備書が提出されたが、普天間基地移設問題のように埋め立てを行うことに対して反対する者もいなかった。
滑走路間隔1,310m（オープンパラレル）、増設滑走路の長さ2,700m、公有水面の埋立て約160haの計画で、総事業費は1,816億円である。2014年1月に着工し、起工式は同年3月1日に行われた。2019年12月に工事が完成し、翌2020年3月26日より供用が開始された。
那覇空港構想・施設計画検討協議会事務局が纏めた「那覇空港 滑走路増設に関する経緯について」（平成21年8月）によると、平行滑走路2本で旅客ターミナルが片側に配置される場合、ターミナルに近い滑走路を離陸専門、遠い滑走路を着陸専門に運用する先例に倣い設定運用されているが、第2滑走路は北端だけで空港施設と連絡しているため、南向き運用時、第2滑走路にて着陸運用すると、着陸滑走距離分折返し地上走行が必要になり、時間が6分程度かかる。

### 沿革

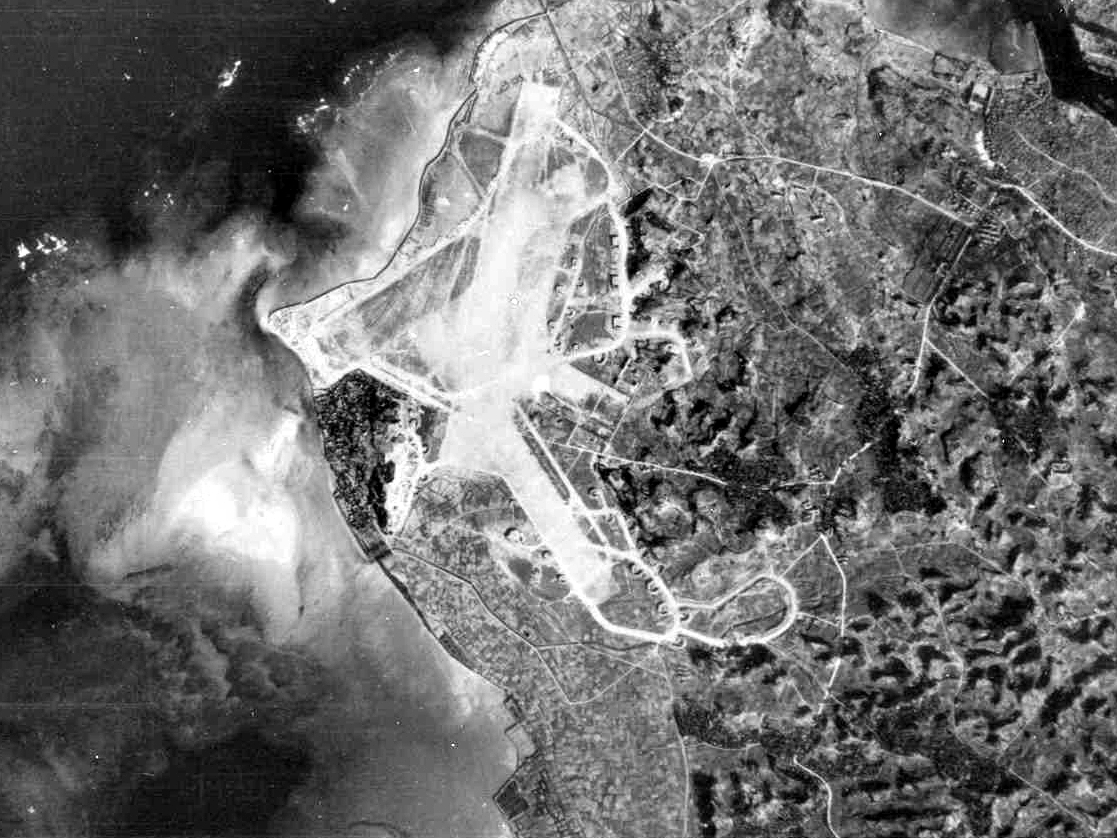
小禄飛行場（那覇空港の前身）、および沖縄海軍航空隊基地の空中写真（1945年）
当時は方角の異なる3本の滑走路を有していた。

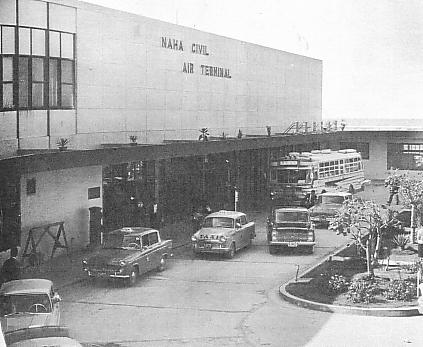
1959年に完成した2代目ターミナル（1964年）。

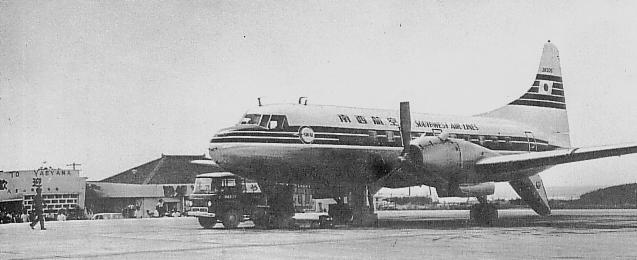
駐機する南西航空の旅客機、コンベア240（1968年）。

- 1933年（昭和8年）：日本海軍小禄飛行場として開設。
- 1935年（昭和10年）：郵便定期便（福岡 - 那覇 - 台北）が就航。
- 1936年（昭和11年）：逓信省管理となり、那覇飛行場と改称。
- 1942年（昭和17年）：再度海軍管理となり、小禄飛行場と改称。
- 1945年（昭和20年）：連合国軍により占領され那覇飛行場としてアメリカ海軍と陸軍の管理下に置かれる[20]。
- 1947年（昭和22年）：戦後初の民間機として、アメリカのパンアメリカン航空が就航。
- 1951年（昭和26年）：戦後初の日本の民間機として日本航空が就航。
- 1952年（昭和27年）：アメリカ軍、那覇飛行場の改修に着手。民間機は嘉手納飛行場を代替空港とする。
- 1954年（昭和29年）11月：那覇飛行場再開。コンセット（かまぼこ型兵舎）による旅客ターミナルビル（初代）がオープン。
- 1956年（昭和31年）：県内企業が出資した民間会社の那覇空港ターミナル (NATCO) を設立し、旅客ターミナルビルの運営などを行う[21]。
- 1957年（昭和32年）2月：新ターミナルビル建設のため、飛行場北側の公有水面埋め立てに着手。
- 1959年（昭和34年）5月：新ターミナルビル（2代目）供用開始。
- 1972年（昭和47年）
  - 5月15日：沖縄返還に伴い、航空自衛隊臨時那覇施設管理隊を編成。海上自衛隊は臨時那覇施設管理隊を編成。
  - 5月到着ターミナルビル供用開始。それまでのターミナルビルは出発ターミナルビルとなる。
  - 6月28日：空港施設の名称が那覇空港（第二種空港）となる[22]。
  - 10月11日：航空自衛隊那覇基地を新設[23]。
  - 11月：防衛庁と運輸省が「那覇飛行場使用に関する協定」を締結。
  - 12月21日：海上自衛隊は臨時沖縄航空隊を新編。
- 1973年（昭和48年）
  - 2月6日：A-4スカイホーク（アメリカ海軍第5混成隊所属）が離陸直後に空港の南端付近に墜落、炎上。乗員は射出装置で脱出して無事[24]。
  - 3月17日：空港内のTWA社保税倉庫内にいた子供のゾウ1匹が逃げ出す。空港職員や警察などが捜索したものの発見できず行方不明となった[25]。
  - 4月3日：那覇陸軍補助施設（那覇サイト）が全返還され、航空自衛隊那覇基地、航空自衛隊那覇基地那覇高射教育訓練場へ引き継がれた[26]。
  - 10月16日：海上自衛隊は臨時沖縄航空隊を廃止し、沖縄航空隊を新編。航空自衛隊は南西航空混成団を新編[27]。
- 1974年（昭和49年）3月：海洋博覧会開催を控え、旅客増に対応するため「暫定ビル」着工。
- 1975年（昭和50年）
  - 4月：暫定ビル、国内線第1ターミナルビルとして供用開始。到着ビルを国内線第2ターミナルビル（離島便）、出発ビルを国際線ターミナルビルとして改装。
  - 6月27日：那覇海軍航空施設が全返還された[28]。
  - 7月：沖縄国際海洋博覧会開催。
- 1979年（昭和54年）3月1日：航空自衛隊が運営する那覇地区病院が開設。
- 1981年（昭和56年）7月15日：海上自衛隊は沖縄航空隊を廃止し、第5航空群を新編。
- 1982年（昭和57年）4月：那覇飛行場の施設管理権がアメリカ空軍から航空自衛隊に全面移管。
- 1986年（昭和61年）
  - 3月：滑走路が2700 mから3000 mに延長される。
  - 7月：新国際線ターミナルビル（2014年閉鎖）が供用開始。旧国際線ビルを改装し、新国内線第2ターミナルビル（離島便）とする。
- 1988年（昭和63年）
  - 4月8日：航空自衛隊那覇地区病院が自衛隊那覇病院に改称。
  - 4月：敷地の一部をアメリカ空軍管制施設として提供。
- 1992年（平成4年）：NATCOからターミナルビルおよびビル運営事業を承継するため、第三セクターの那覇空港ビルディング (NABCO) を設立する[21]。
- 1996年（平成8年）12月：新国内線ターミナルビルが着工。
- 1999年（平成11年）5月26日：NABCOが運営する新国内線ターミナルビル（現行）の供用を開始し、国内線第1・第2ビルの機能が統合される。なお、NATCOは前日をもって空港における営業権を喪失する[29]。
- 2003年（平成15年）
  - 月日不明：国際線ターミナルビルを、NATCOからNABCOに移管する[30]。
  - 8月10日：沖縄都市モノレール（ゆいレール）が開業。那覇空港駅と国内線ビルが跨線橋で直結される。
- 2005年（平成17年）6月30日：NATCOの解散が決定する（清算は2009年に結了）[21][30][31]。
- 2009年（平成21年）10月：旧国内線第1ビル跡地に新貨物ターミナルが供用開始。
- 2012年（平成24年）
  - 6月：新国際線ターミナルビルが起工。
  - 9月：増設滑走路の環境影響評価準備書が提出。
  - 10月18日：LCC専用ターミナルが開業。
- 2015年（平成27年）3月27日：第5移動通信隊を新編（航空自衛隊）。
- 2014年（平成26年）
  - 2月16日：（旧）国際線ターミナルビルが閉館。
  - 2月17日：新国際線ターミナルビルが開業[32][33][34]。
  - 3月1日：第2滑走路起工。
- 2016年（平成28年）1月31日：第83航空隊が第9航空団に改編（航空自衛隊）。
- 2017年（平成29年）7月1日：南西航空混成団が南西航空方面隊に改編（航空自衛隊）。
- 2019年（平成31年）3月18日：国内線ターミナルと国際線ターミナルをつなぐ際内連結ターミナルが本格開業[35]。LCC専用ターミナルが閉鎖され発着していた2社が新ターミナルへ移転。また、これにより、ターミナル名が「那覇空港旅客ターミナル」になった。
- 2020年（令和2年）
  - 1月15日：新管制塔の運用を開始[16][18]。
  - 3月24日：新型コロナウイルス感染症の影響により国際線全便運休[36]
  - 3月26日：第2滑走路の供用を開始[18][37][38]。
- 2021年（令和3年）9月25日：ANAによってA380チャーター便が滑走路地上走行、駐機場限定運用で初就航[39]。
  - 12月22日：航空気象の自動化実施(実施時間：23時～5時59分(Z))
- 2022年（令和4年）3月17日：自衛隊病院の拠点化・高機能化等に伴い、自衛隊那覇病院を航空自衛隊から陸上自衛隊へ移管[40]、南那覇駐屯地開設。
- 2023年（令和5年）5月7日：制限区域内にある駐機場に軽自動車が侵入。空港関係者が犯人取り押さえ、警察官に引き渡した。沖縄県警は建造物侵入の現行犯で男（38）を逮捕。
- 2024年（令和6年）度内 - 那覇飛行援助センター(FSC)を廃止。リモート管制を福岡空港事務所福岡対空センターに移管予定[41][42][43]。

## 将来構想
本節では那覇空港で現在提案されている中長期構想の動向を紹介する。

### 大那覇空港構想
現在の旅客ターミナルの場所には用地がなく、今後の需要増加に対応するための拡張ができない。また、第2滑走路を使う航空機は第1滑走路を横切って移動するため、離着陸に一時停止が生じるなど、二本の滑走路の能力を最大限に生かし切れていない。そこで、沖縄県の専門家などが、第1滑走路と第2滑走路の間を埋め立てて新ターミナルを建設する「大那覇空港構想」を提唱している。旅客ターミナルを滑走路間に移転することで、完全なオープンパラレルになるため、二本の滑走路の離着陸を完全に分離でき、同時発着も可能になる。航空機の離着陸や空港内の移動が効率化され、需要増加に対応できるようになる。主要経済団体や行政機関など県内36団体でつくる那覇空港拡張整備促進連盟（会長・石嶺伝一郎県商工会議所連合会会長）は、滑走路増設事業に続く「大那覇空港構想」の実現に向け、国や県への要請活動を2017年度から始めた。
第1滑走路と第2滑走路の間を埋め立てて用地を造り、新たな旅客ターミナルビル、ホテル、商業施設、コンベンション・センター、航空機のメンテナンス・リペア・オーバーホール（MRO）施設などを建設する。これまでにはない機能を一体的に集積させ、「世界最高水準の国際リゾート・ビジネス空港」を整備する。新旅客ターミナルは国内線、国際線、LCCを統合し、旅客数の受け入れ容量を拡大する。モノレールやレンタカーステーションなどの２次交通も地下を使って再整備する。瀬長島から旅客ターミナルエリアにつながる道路も整備する。
那覇空港拡張整備促進連盟は、2017年9月17日までに将来計画案をまとめ、同連盟が主催した9月21日の「大那覇空港シンポジウム」で提示した。シンポジウムでは、ANAグループのシンクタンクである株式会社ANA総合研究所の中条潮参与（慶應大学名誉教授）の基調講演があり、岡田晃社長がパネリストとして参加した。中条参与は「観光振興に関する沖縄のポテンシャルを考えれば、２本目の滑走路どころか２つめの空港が必要ではないか」、岡田社長は「旅客・貨物・整備の３事業いずれも沖縄の潜在力は大きいが、土俵である空港が混雑して遅延も恒常化している。後追いでなく将来を見据えたマスタープランが必要」と述べた。
2020年1月31日に「大那覇空港シンポジウム」、2022年3月18日に「大那覇空港セミナー」がそれぞれロジワールホテル那覇で開催され、この構想について議論された。(この構想については、那覇商工会議所代表のYouTubeチャンネルでは、大那覇空港セミナーの映像と中長期構想のプロモーションビデオを公開している)また、その後2025年2月6日には、「大那覇空港シンポジウム」が那覇市久茂地のパレット市民劇場で行われた。

### 沖縄本島ツインゲートウェイ構想
那覇空港は、県庁所在地である那覇市の中心地からは、モノレールやバス、タクシーで10分程度と比較的立地条件が良い。しかし、沖縄本島の南北に細長い地形を考えると、南部地域にある同空港は北部地域の利用者にとっては不便である。モノレールは南部しかなく、北部の中心都市である名護市と空港を結ぶ公共交通は1時間半以上かかる高速バス、または2時間以上かかる一般道経由の路線バスしか存在しない。そこで、伊江島空港を拡張して再整備する「沖縄本島ツインゲートウェイ構想」が提唱されている。
伊江島と沖縄本島を5000m超の海底トンネルか橋梁で結び、伊江島空港の滑走路を2500mに延伸することで、北部のゲートウェイ「沖縄北部空港」に発展させる構想である。北部へのアクセスを改善して南北格差を是正し、北部の振興と沖縄本島全体の経済活性化を図る。2022年3月9日、東京の経団連会館で開催された日本プロジェクト産業協議会(JAPIC)「国土・未来プロジェクト研究会」のシンポジウム「国土造りプロジェクト構想」において、全国で12ある重点プロジェクトの1つとして、安藤・間の五味宗雄副社長によって発表された。12の重点プロジェクトの発表内容はYouTubeで視聴できる。
この構想では、アメリカのハワイ州オアフ島にあるダニエル・K・イノウエ国際空港（ホノルル国際空港）とカラエロア空港、およびスペインのバレアレス諸島自治州マヨルカ島にあるパルマ・デ・マヨルカ空港とメノルカ島にあるメノルカ空港の事例を参考にしている。那覇空港をホノルル国際空港やパルマ・デ・マヨルカ空港のような国際拠点空港、沖縄北部空港をカラエロア空港やメノルカ空港のような第二空港として整備することで、沖縄本島の玄関口を二つに増やし、観光振興・経済活性化を図るプロジェクトである。

### コンセッション方式の導入構想
観光やインフラ投資による利益が県外の事業者に流出する「ザル経済」からの脱却が県経済の課題になっている。地元に資金が還流する仕組みとして、国から那覇空港の運営権を買い取り、コンセッション方式で民営化する構想も経済界から提唱されている。
2023年2月28日、県経済の発展に向けて7つの企業のトップが集まる「沖縄未来創造協議会」が発足した。協議会はリウボウホールディングス（リウボウの子会社）、沖縄セルラー電話、沖縄銀行、沖縄海邦銀行、みずほ銀行、琉球銀行、沖縄電力の7社で構成され、県民所得を高める仕組み作りについて議論し、早ければ年内にも沖縄県などへの提言をまとめる。具体策として、コンセッション方式の導入により、県内企業が空港運営に携わる構想が出ている。代表理事を務める沖縄電力の本永社長は、「沖縄が観光を中心に発展していくことを考えると、那覇空港は大事な拠点であり、地元企業が空港運営も担うことで地元に資金が還流できる仕組みを考えていきたい」と述べた。また、アメリカ軍牧港補給地区の跡地利用や那覇軍港の移設予定先の西海岸の開発についても、地元が恩恵を受けられる開発を進めるためのアイデアを議論する。

## 乗り入れ航空会社

### 国内線
- 日本航空（JAL）
- 日本エアコミューター（JAC）
- 日本トランスオーシャン航空（JTA）
- 琉球エアーコミューター（RAC）
- ジェットスター・ジャパン（JJP）
- 全日本空輸（ANA）
- Peach Aviation（APJ）
- ソラシドエア（SNJ）
- スカイマーク（SKY）

### 国際線

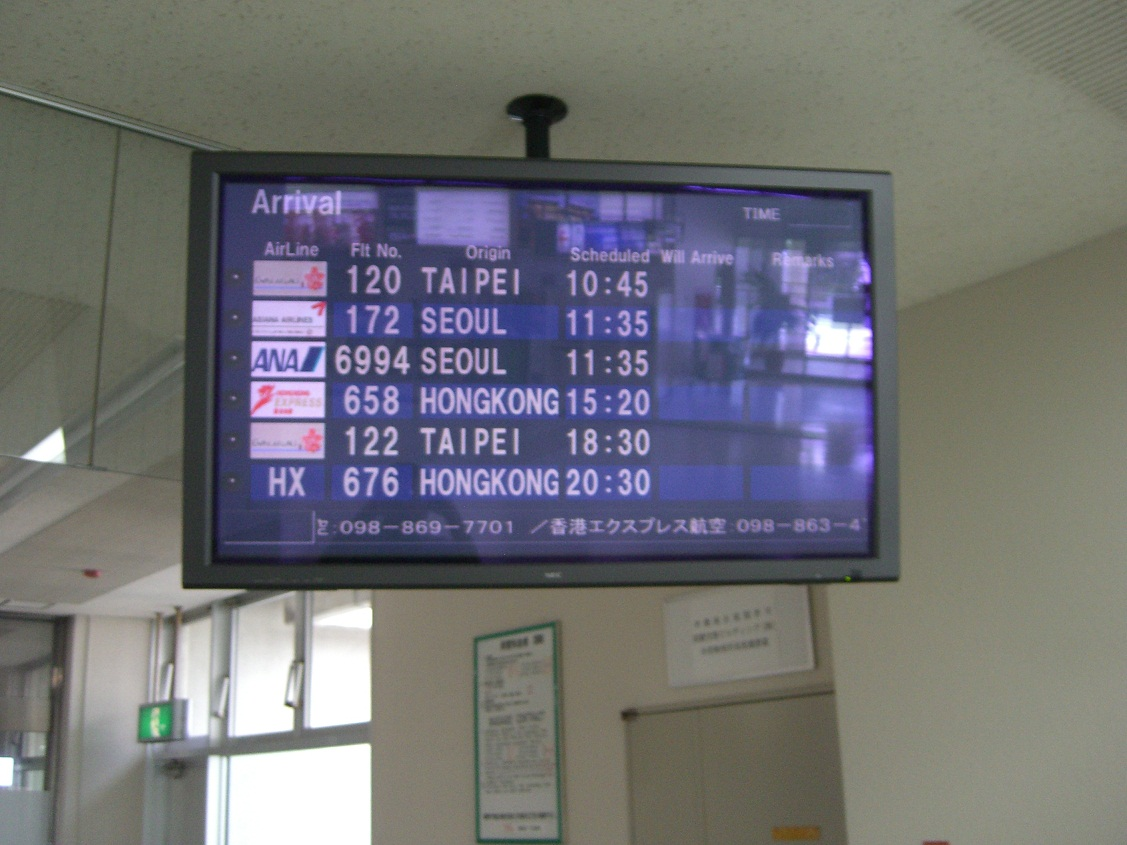
国際線 到着案内
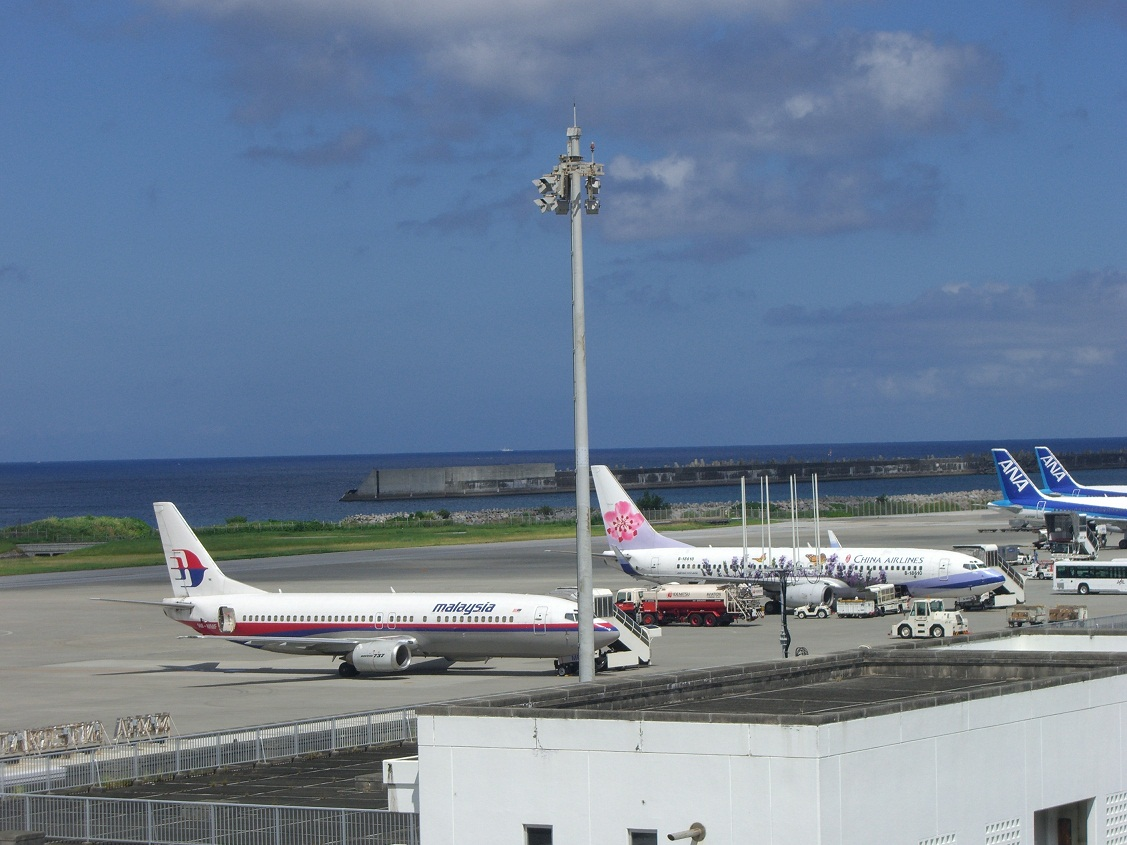
国際線 エプロン （2010年9月20日撮影）

- 日本トランスオーシャン航空（NU）
  - 2025年度内に国際線乗り入れ開始予定
- Peach Aviation（MM）
- アシアナ航空（OZ）
- 大韓航空（KE）
- ジンエアー（LJ）
- チェジュ航空（7C）
- ティーウェイ航空（TW）
- イースター航空（ZE）
- 中国東方航空（MU）
- 吉祥航空（HO）
- 中国国際航空（CA）
- 厦門航空（MF）
- 春秋航空（9C）
- チャイナエアライン（CI）
- エバー航空（BR）
- スターラックス航空（JX）
- タイガーエア台湾（IT）
- 香港航空（HX）
- 香港エクスプレス航空（UO）
- バティック・エア・マレーシア（OD）
- タイ・エアアジア（FD）
- タイ・ベトジェットエア（VZ）
- タイ・ライオン・エア（SL）
- スクート（TR）
  - 2025年12月15日より乗り入れ開始予定

## 就航路線
※ 航空連合は右記の通り。 OW: ワンワールド、ST: スカイチーム、SA: スターアライアンス。★は格安航空会社（LCC）。
※ 新型コロナウイルス感染症の影響により、長期運休となっている路線もある。詳細は航空各社のホームページを参照。

### 国内線

#### 現在の定期就航路線

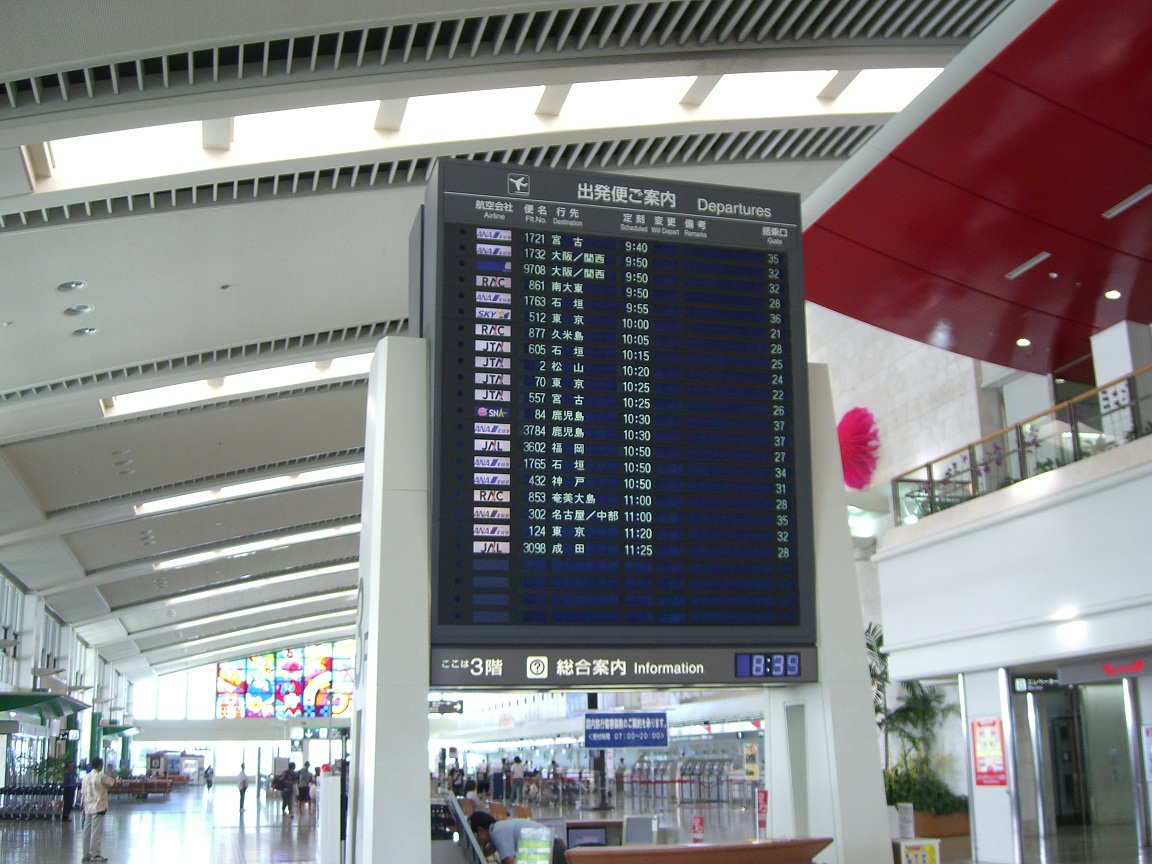
国内線 出発案内

2025年8月1日現在。
| 航空会社                                              | 就航地 |
| ----------------------------------------------------- | --- |
| 日本航空 (JAL) (OW)                                   | 東京/羽田、大阪/伊丹 |
| 日本航空 (JAL) (OW)（日本エアコミューター運航）       | 沖永良部、与論・奄美 |
| 日本航空 (JAL) (OW)（日本トランスオーシャン航空運航） | 久米島（季節便） |
| 日本トランスオーシャン航空 (JTA) (OW)                 | 大阪/関西、名古屋/中部、小松、岡山、福岡、久米島、宮古/宮古島、石垣                                                                       |
| 琉球エアーコミューター (RAC)                          | 与論、久米島、北大東、南大東、宮古/宮古島、石垣、与那国                                                                                   |
| ジェットスター・ジャパン (JJP) ★                      | 東京/成田、大阪/関西、名古屋/中部 |
| 全日本空輸 (ANA) (SA)（ANAウイングス運航便含む）      | 東京/羽田、大阪/伊丹、大阪/関西、名古屋/中部、仙台、新潟（6月～9月のみ運休）、静岡、広島、岩国、高松、松山、福岡、熊本、宮古/宮古島、石垣 |
| スカイマーク (SKY)                                    | 東京/羽田、名古屋/中部、茨城、大阪/神戸、福岡、宮古/下地島                                                                                |
| ソラシドエア (SNJ)                                    | 東京/羽田、名古屋/中部、大阪/神戸、福岡、宮崎、鹿児島、石垣                                                                               |
| Peach Aviation (APJ) ★                                | 東京/成田、大阪/関西、名古屋/中部、札幌/新千歳、福岡                                                                                      |

- 国内線 出発案内

#### かつての定期就航路線
- 東北：青森、秋田、いわて花巻、福島
- 中部：富山、名古屋/小牧
- 中国・四国：山口宇部、米子、出雲、高知
- 九州：北九州、大分、長崎
- 県内：（旧）石垣、伊是名、伊江島、慶良間

#### 統計
| 行き先       | 旅客数    | 国内線順位 |
| ------------ | --------- | ---------- |
| 東京国際空港 | 約584万人 | 上位03位   |
| 福岡空港     | 約181万人 | 上位07位   |
| 中部国際空港 | 約120万人 | 上位15位   |
| 関西国際空港 | 約116万人 | 上位16位   |
| 大阪国際空港 | 約107万人 | 上位20位   |
| 石垣空港     | 約090万人 | 上位24位   |
| 宮古空港     | 約081万人 | 上位29位   |
| 成田国際空港 | 約070万人 | 上位36位   |
| 神戸空港     | 約059万人 | 上位41位   |

### 国際線
2025年8月1日現在。
| 航空会社                            | 就航地                                                                                                   |
| ----------------------------------- | --- |
| 日本トランスオーシャン航空 (NU)(OW) | 台北/桃園（2025年度内に就航予定）                                                                        |
| Peach Aviation (MM)★                | 台北/桃園                                                                                                |
| チャイナエアライン (CI)(ST)         | 台北/桃園、高雄                                                                                          |
| エバー航空 (BR)(SA)                 | 台北/桃園                                                                                                |
| スターラックス航空 (JX)             | 台北/桃園、台中                                                                                          |
| タイガーエア台湾 (IT)★              | 台北/桃園、高雄                                                                                          |
| 大韓航空 (KE)(ST)                   | ソウル/仁川                                                                                              |
| アシアナ航空 (OZ)(SA)               | ソウル/仁川                                                                                              |
| ジンエアー (LJ)★                    | ソウル/仁川、釜山                                                                                        |
| チェジュ航空 (7C)★                  | ソウル/仁川                                                                                              |
| ティーウェイ航空 (TW)★              | ソウル/仁川                                                                                              |
| イースター航空 (ZE)★                | ソウル/仁川、釜山                                                                                        |
| エアロK (RF)★                       | 清州（2025年10月1日より就航予定）                                                                        |
| 香港航空 (HX)                       | 香港 |
| 香港エクスプレス航空 (UO)★          | 香港 |
| 中国国際航空 (CA)(SA)               | 北京/首都                                                                                                |
| 中国東方航空 (MU)(ST)               | 上海/浦東                                                                                                |
| 吉祥航空 (HO)(SA)                   | 上海/浦東                                                                                                |
| 厦門航空 (MF)(ST)                   | 福州 |
| 春秋航空 (9C)★                      | 上海/浦東                                                                                                |
| タイ・エアアジア (FD)★              | 台北/桃園、香港、バンコク/ドンムアン（FD240/241は直行便、FD230/231は台北/桃園経由、FD518/519は香港経由） |
| タイ・ベトジェットエア (VZ)★        | 台北/桃園、バンコク/スワンナプーム（台北/桃園経由）                                                      |
| タイ・ライオン・エア (SL)★          | 高雄、バンコク/ドンムアン（高雄経由）                                                                    |
| バティック・エア・マレーシア (OD)★  | 台北/桃園、クアラルンプール（台北/桃園経由）                                                             |
| スクート (TR)★                      | シンガポール（2025年12月15日より就航予定）                                                               |

- 国際線 到着案内
- 国際線 エプロン
（2010年9月20日撮影）

### 就航都市

#### 国内線
- 北海道 : 札幌/新千歳
- 東北 : 仙台
- 関東 : 東京/羽田、東京/成田、茨城
- 中部 : 名古屋/中部、静岡、新潟、小松
- 近畿 : 大阪/伊丹、大阪/関西、大阪/神戸
- 中国 : 岡山、広島、岩国
- 四国 : 高松、松山
- 九州 : 福岡、熊本、宮崎、鹿児島、奄美、沖永良部、与論
- 県内 : 久米島、北大東、南大東、宮古/宮古島、宮古/下地島、石垣、与那国
  - 「定期チャーター便扱い」として第一航空が粟国便を運航している。

#### 国際線
- 韓国 : ソウル/仁川、釜山、清州（2025年10月1日より就航予定）
- 中国 : 北京/首都、上海/浦東、福州
- 台湾 : 台北/桃園、高雄、台中
- 香港 : 香港
- タイ : バンコク/ドンムアン、バンコク/スワンナプーム（台北/桃園経由）
- マレーシア : クアラルンプール（台北/桃園経由）
- シンガポール : シンガポール（2025年12月15日より運航再開予定）

### 貨物便
以前は那覇空港を貨物便の拠点として、全日本空輸（ANA）が深夜時間帯にANA Cargoとして貨物専用機を運航していたものの、新型コロナウイルス感染症の拡大以降は中断となっている。
| 航空会社             | 就航地            |
| -------------------- | ----------------- |
| スプリング・ジャパン | 東京/成田、北九州 |

### 運休中または廃止となった路線
| 航空会社                    | 就航地 |
| --------------------------- | --- |
| 日本航空                    | 香港/啓徳 |
| 日本アジア航空              | 台北/桃園 |
| ANA Cargo                   | 北九州、ソウル/仁川、上海/浦東、広州、青島、大連、天津、厦門、台北/桃園、バンコク/スワンナプーム、シンガポール |
| バニラ・エア ★              | 東京/成田、石垣、台北/桃園                                                                                     |
| マンダリン航空              | 高雄 |
| V エア ★                    | 台北/桃園 |
| トランスアジア航空          | 台北/桃園 |
| エア・フィリップ            | 務安 |
| ティーウェイ航空 ★          | 大邱 |
| 中国東方航空                | 福州 |
| 天津航空                    | 天津 |
| 北京首都航空                | 西安、瀋陽 |
| キャセイドラゴン航空        | 香港 |
| フィリピン航空              | マニラ |
| エアアジアX★                | クアラルンプール（台北/桃園経由）、台北/桃園                                                                   |
| ジェットスター・アジア航空★ | シンガポール                                                                                                   |
| パンアメリカン航空          | サイゴン、ホノルル、サンフランシスコ（東京/羽田経由）                                                          |
| トランス・ワールド航空      | ホノルル、グアム                                                                                               |
| コンチネンタル航空          | ホノルル、グアム                                                                                               |
| ユナイテッド航空            | グアム |
| ノースウェスト航空          | 東京/成田、ロサンゼルス（東京/成田経由）、マニラ、台北/桃園                                                    |
| ナウル航空                  | ナウル、グアム                                                                                                 |

- 貨物便としてフライング・タイガー・ラインおよび後継社のフェデックス・エクスプレスが就航していた。

## ターミナル

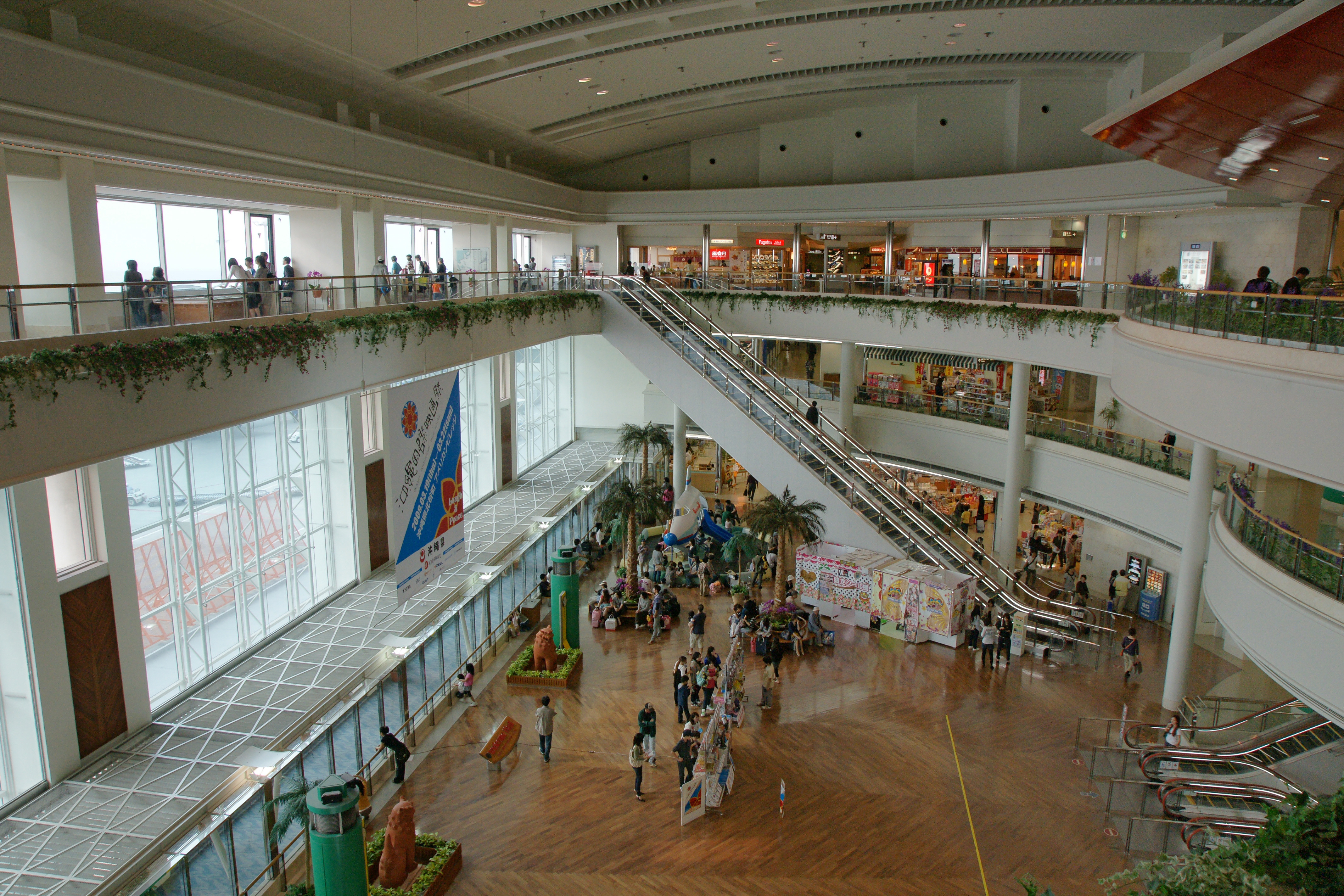
国内線ターミナルビル2-4階吹抜け。

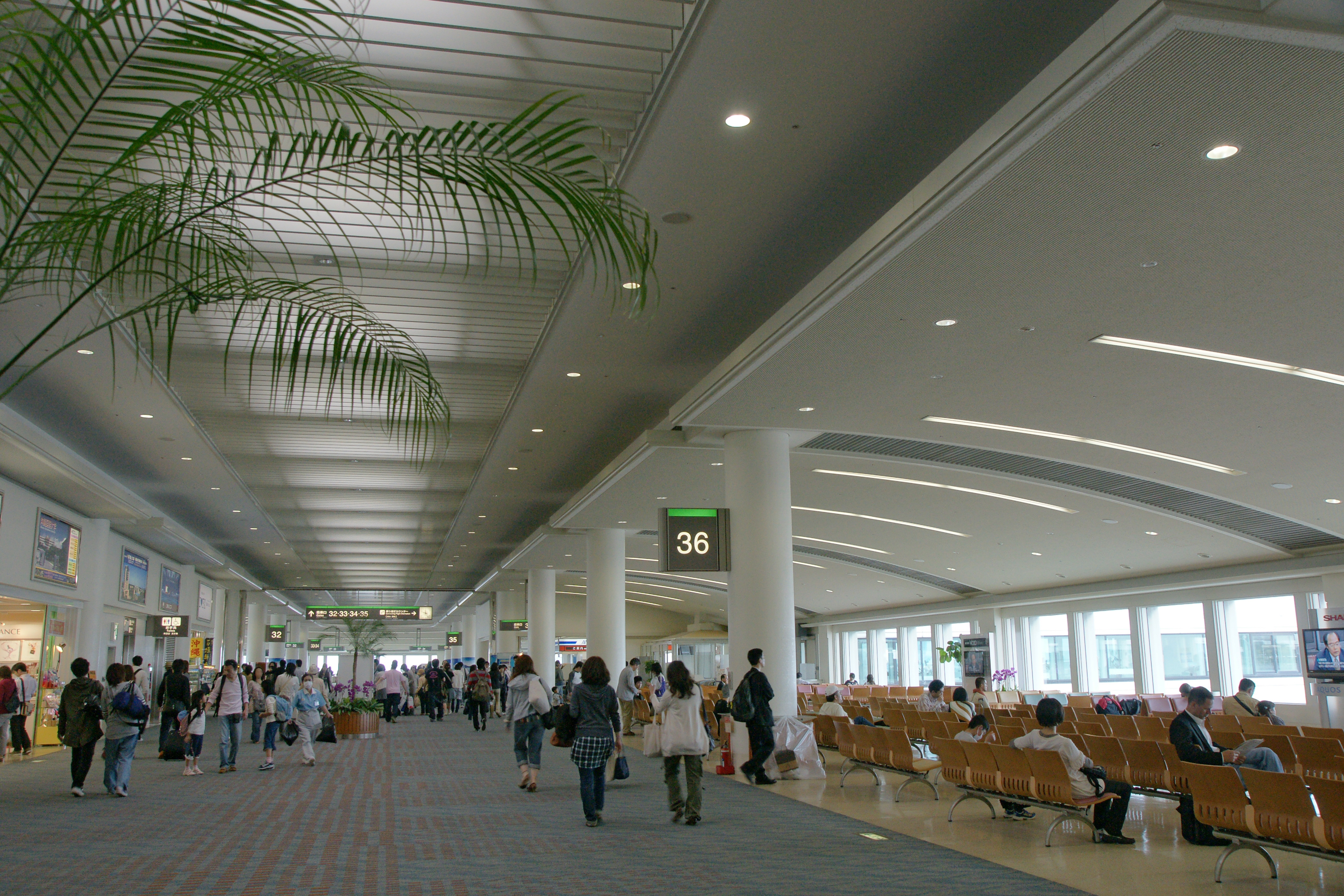
出発ロビー。

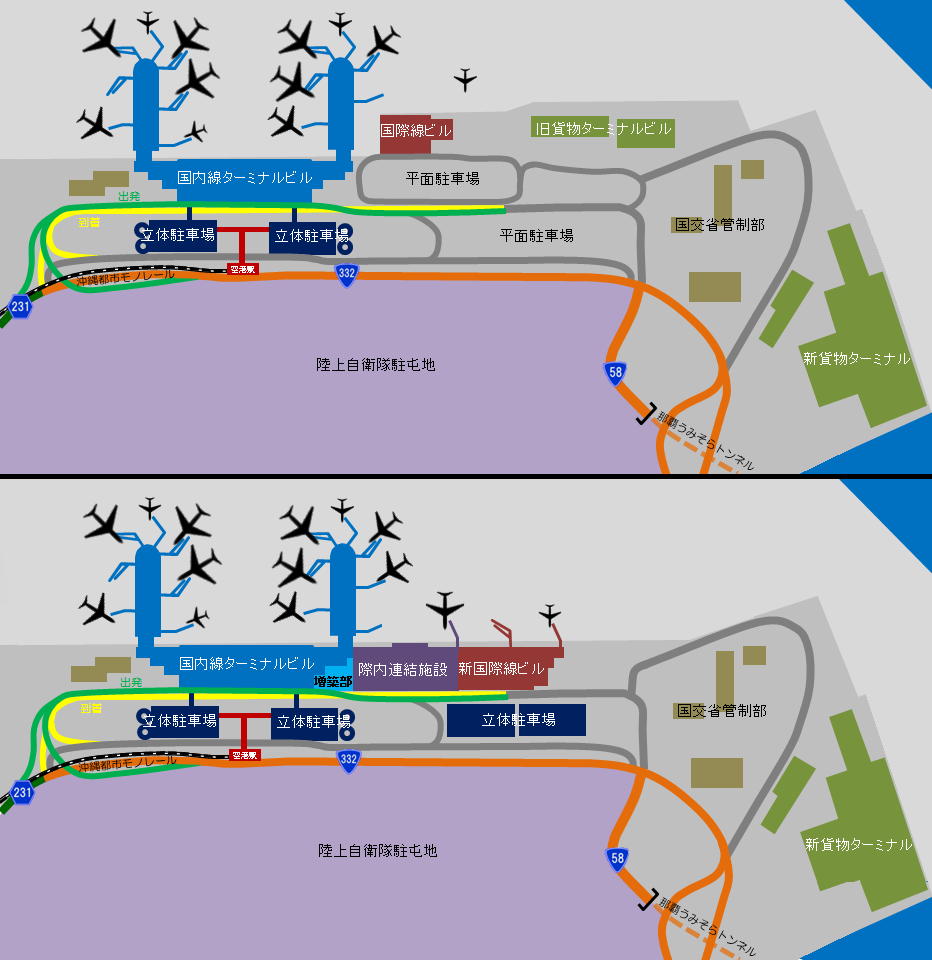
NABCOが発表したターミナルビル拡張計画概要（上：2011年時点／下：発表時点での計画）。新聞報道を基に作成。

### 旅客ターミナル国内線エリア

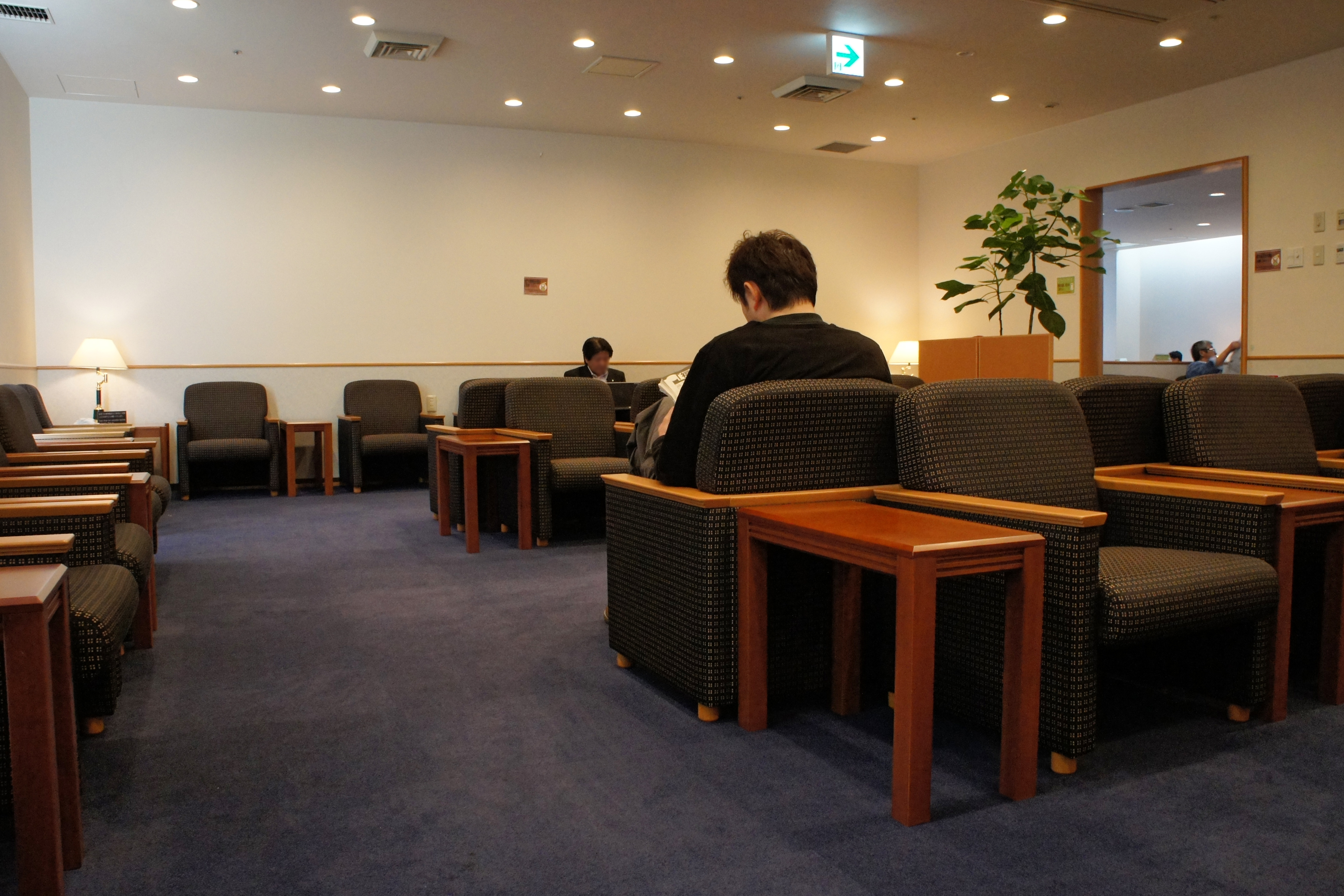
サクララウンジ。

滑走路の北端東側に位置し、1999年に国内線ターミナルビルとして整備された。北側に位置する国際線ターミナルビルとは際内連結ターミナル施設で接続している。
設計は安井建築設計事務所と宮平建築設計事務所が共同で担当。RC・PC造で地上5階、地下1階建。1999年（平成11年）3月25日に竣工。同年5月26日に供用を開始。その後、増築が繰り返し行われ、2013年9月20日に延床面積5,862平方メートルの第三次増築部が竣工。チェックインカウンターなどが増設され、翌9月21日に供用を開始した。
滑走路に向かって2本のフィンガーが突き出しており、南側のフィンガーを日本航空（JAL）グループが、北側のフィンガーを全日本空輸（ANA）グループが使用する。36番ゲートは、36A・36B（エプロンでは36R・36L）の2箇所で運用しているが、2機駐機できるのはかつてANAで利用されていたボーイング737-500に限られる。ボーイング737であっても、737-700および737-800（NGシリーズ）が駐機する際は、もう片方の搭乗口は使用できないため、500型が退役後は36A/36Bが同時に使用されることはない。なおスカイマークについては南北のフィンガーを共に使用する。
また、21番・24番・27番・31番・34番・41番ゲートは、搭乗橋1本で乗降する小型機（ボーイング737、エアバスA320）から中型機（ボーイング767）までしか駐機できない。
第一航空運航の粟国行きチャーター便は1階の第一航空受付カウンターで受付・検査を行い、同社格納庫前から搭乗する。かつての不定期便運航時代も（他空港への路線も含む）同様の扱いを行っていた（カウンターの位置は現在と異なる場所にあった）。
当初の旅客ターミナルビルは、1959年（昭和34年）4月に、旧国際線ターミナルと後の第2国内線ターミナルの位置（現在の44番スポット付近） に完成し、同年5月9日に供用を開始した。1975年（昭和50年）4月、沖縄国際海洋博覧会にあわせて、現在の貨物ターミナル付近に国内線用の「暫定ターミナルビル」が完成。日本本土との路線が主に発着し、「本土線ターミナル」や「第1ターミナル」などと呼ばれた。これに伴い、当初の旅客ターミナルは「第2ターミナル」となり、主に南西航空が離島路線の発着に使用した。1987年（昭和62年）2月、現在の51番スポット付近に新たな第2国内線ターミナルビルが完成 したが、現在の国内線ターミナルビルの供用に伴い、国内線の第1・第2ターミナルビルは廃止・撤去された。
館内中央部は2階から4階までの吹き抜けが大きくとられており、この空間（2階部分）を利用してイベントや場所貸しによるプロモーション活動などが行われることもある。1階の到着ロビーには観光案内所やレンタカー受付カウンター、クレジットカード利用者用ラウンジなどが、2階には手荷物検査場・搭乗口、土産店およびコンビニエンスストア、薬局、銀行店舗、金融機関ATM、手荷物一時預かり所・コインロッカーなどがあり、3階には搭乗手続きを行うチケットカウンターなどの施設がそれぞれ設けられている。レストランが1,3,4階にあるほか、無料の展望デッキが3階屋外の南北に分かれて設置されている。2階には中規模なフードコートがある。
モノレール（ゆいレール）の那覇空港駅や立体駐車場との連絡通路は2階に接続。道路は1階と3階に取り付けられており、車両の動線が区分されている（ただし、レンタカー送迎や路線バスなど、1階のみで着発する交通機関もある）。
国内線ターミナルビルの運営は、1959年から県内企業が出資する那覇空港ターミナル(NATCO)が担ったが、公共性の確保とターミナルビルの統合整備のため、現在の国内線ターミナルビルが供用を開始した1999年からは、沖縄県や那覇市、航空会社などが出資する第3セクターの那覇空港ビルディング (NABCO)が運営している。

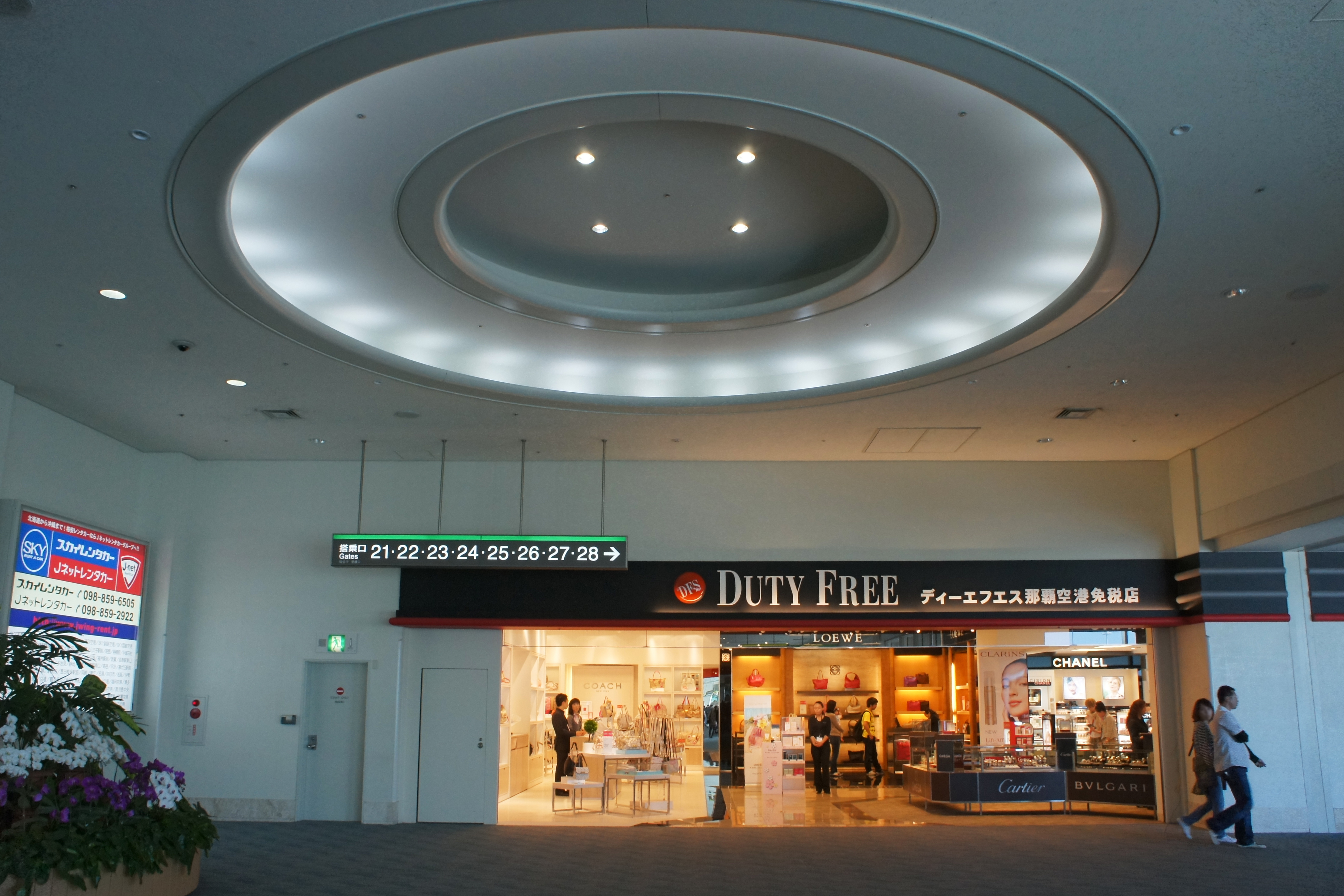
「DFSギャラリア」。

免税店

搭乗待合室内には国内唯一の国内線エリア内免税店「DFSギャラリア」がある。2002年の沖縄振興特別措置法の改正で設けられた特定免税店制度に基づき設けられており、クリスチャン・ディオールやロエベ、モエ・エ・シャンドンなどのLVMHのブランドを中心とした香水や宝石、酒や時計などの高級ブランド品を免税で買うことができる。この店舗に近接して、那覇市内にある「DFSギャラリア・沖縄」で購入した免税品受取カウンターも設置されている。

ラウンジなど

空港ビル会社および航空会社により、以下の空港ラウンジが設置されている。また、要人向けの「特別待合室」が2室設置されている。
| 場所         | 名称                         | 席数  | 備考               |
| ------------ | ---------------------------- | ----- | ------------------ |
| 一般区域1F   | ラウンジ華〜hana〜           | 48席  | 空港ビル会社が運営 |
| 搭乗待合室内 | ダイヤモンドプレミアラウンジ | 60席  |                    |
| 搭乗待合室内 | サクララウンジ               | 85席  |                    |
| 搭乗待合室内 | サクララウンジANNEX          |       | 28番搭乗口付近     |
| 搭乗待合室内 | ANAスイートラウンジ          | 70席  |                    |
| 搭乗待合室内 | ANAラウンジ                  | 170席 |                    |

その他の施設
- ビュースポット（4F屋内、無料）
- 見学者デッキ（3F屋外、無料）
- 手荷物預かり所
- コインロッカー
- 総合案内カウンター（4Fを除く各階）
- 観光案内所（1F）
- 那覇バス 空港事務所（1F）
- 第一航空 搭乗受付カウンター（1F） - チャーター便扱いとなる粟国線の受付・検査などは定期路線と異なり全てこのカウンターで行う。
- 店舗外ATM（2F中央）
  - 琉球銀行
  - 沖縄銀行
  - 沖縄海邦銀行
  - コザ信用金庫
  - JAおきなわ
  - ゆうちょ銀行
  - セブン銀行
  - イオン銀行

国内線ターミナルビル：旧拡張計画について
国土交通省が2008年にまとめた基本計画では、国内線ターミナルビルを南北に拡張し最終的に4本のフィンガーに計23基のボーディングブリッジ（現行13基）を持つ「際内兼用」型ターミナルビルを整備するとしていた。
また、現国内線旅客ターミナル建設時にはターミナルそのものを滑走路の反対側（現航空機格納庫側）に移設する沖合展開も検討されたことがあるが、後述の埋め立て問題や、都市モノレール計画の見直しなど交通アクセスに難があったため却下された。

### 旅客ターミナル国際線エリア
国内線ターミナルビルの北側に位置し、2014年に国際線ターミナルビルとして整備された。国内線のターミナルビルとは際内連結ターミナル施設で接続している。
梓設計・安井建築設計事務所・宮平設計が共同で設計し、大成建設などが施工。RC造・プレキャスト・プレストレストコンクリート造4階建。総事業費は80億円で、2012年6月20日に起工式が行われ、2014年（平成26年）2月17日に供用を開始した。
旧国際線ターミナルビルは、1986年（昭和61年）7月、現在の41番スポット付近 に設けられた。国内線ターミナルとは完全に別の棟で、搭乗橋がないため乗降はタラップを使った。現在の国際線ターミナルビルの供用に伴い、廃止・撤去され、跡地はエプロンとなっている。
1階には手荷物引渡所と税関が設けられ、2階は出発ロビー・出国審査・搭乗口が、3階は入国審査・検疫、および一般エリアのレストラン、4階は見学者用デッキとなっている。搭乗待合所の座席数は旧ターミナルの4倍にあたる500席を設け、さらにDFSギャラリア免税店の面積も5倍余りに拡大された。
国際線ターミナルビルの運営は、1986年の開設当初から那覇空港ターミナル(NATCO)が担ったが、2004年（平成16年）に、国内線ターミナルビルを管理する第3セクターの那覇空港ビルディング (NABCO)に管理を引き継いだ。

### 際内連結ターミナル施設

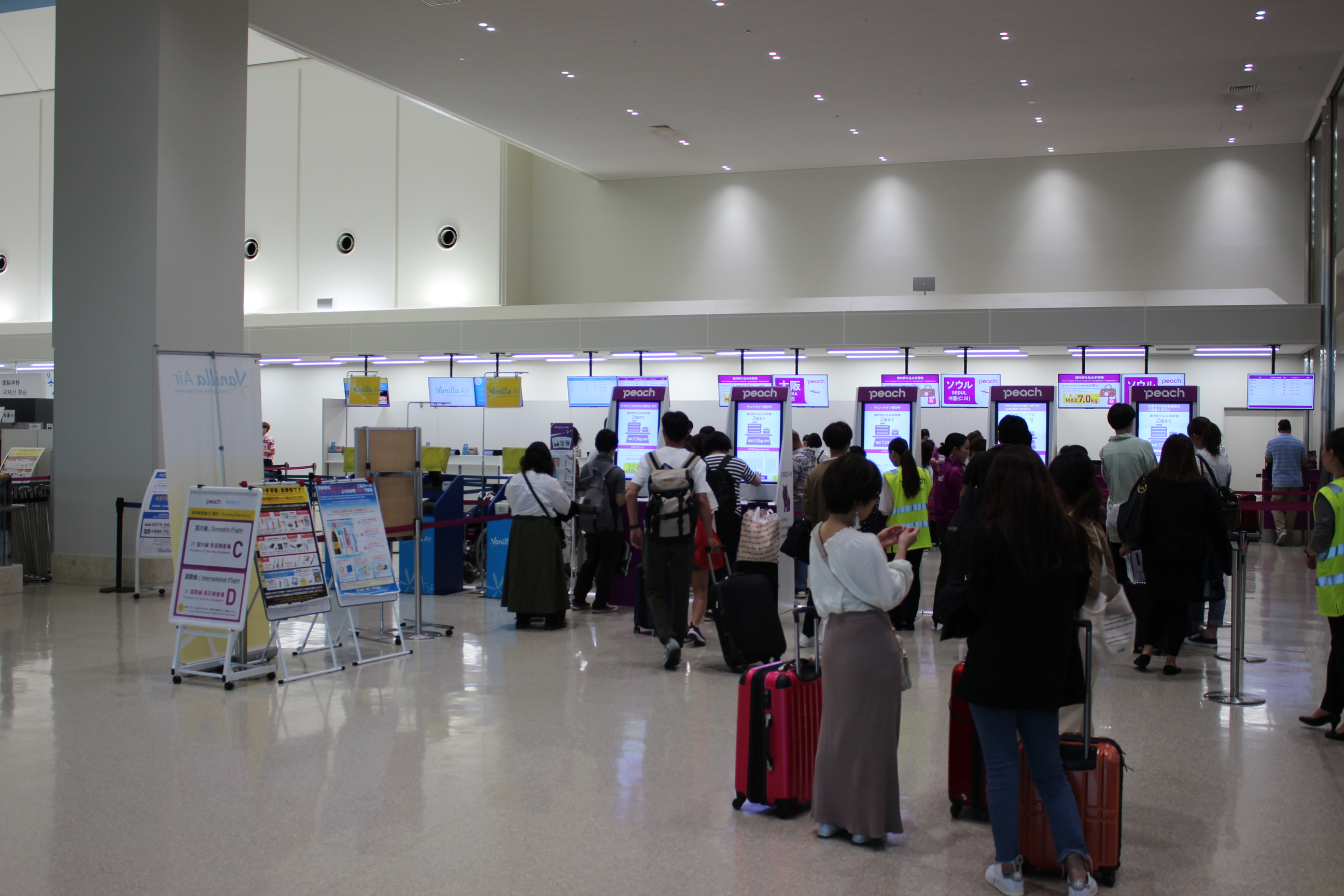
Peach Aviationのチェックインカウンター

新国際線ターミナルビルと国内線ターミナルビルとの間、約400mを連絡するために建設された。地上5階建で延床面積は39,500m2、2017年に着工され、2019年3月18日に供用を開始した。
37番と41番のボーディングブリッジ（ゲート）増設が行われ、このうち41番ゲートは国内線・国際線共用となっている。国際線ターミナルから国際線のチェックインカウンターが移転し、従来の3倍の60ブースに増設されたほか、それまでLCCターミナルを使用していたPeach Aviationが移転し、チェックインと搭乗手続きに使用している。また、商業エリア「ゆいにちストリート」やイベントホールも設けられた。

### ターミナルビルのフロア構成
|     | 国内線ターミナル（エリア）                                                      | 国内線ターミナル（エリア）                                                    | 際内連結ターミナル                            | 国際線ターミナル（エリア）                      | 国際線ターミナル（エリア）                |
|     | 制限区域                                                                        | 一般区域                                                                      | 一般区域                                      | 一般区域                                        | 制限区域                                  |
| --- | ------------------------------------------------------------------------------- | ----------------------------------------------------------------------------- | --------------------------------------------- | ----------------------------------------------- | ----------------------------------------- |
| 4階 |                                                                                 | - 飲食店                                                                      | - フードコート                                | - 見学者デッキ - 航空会社ラウンジ               |                                           |
| 3階 |                                                                                 | - 見学者デッキ - 国内線チェックインカウンター - リフレッシュコーナー          | - 国際線チェックインカウンター - ふくぎホール | - 飲食店                                        | - 検疫 - 入国審査                         |
| 2階 | - 保安検査場 - 航空会社ラウンジ - 搭乗待合室 - 物販店、飲食店 - 免税店 - 搭乗口 | - 出発口 - ウェルカムホール - 特別待合室 - 物販店、飲食店                     | - ゆいにちストリート                          | - 出発口 - 搭乗待合室                           | - 保安検査場 - 出国審査 - 免税店 - 搭乗口 |
| 2階 | - 保安検査場 - 航空会社ラウンジ - 搭乗待合室 - 物販店、飲食店 - 免税店 - 搭乗口 | - 出発口 - ウェルカムホール - 特別待合室 - 物販店、飲食店                     | 制限区域 - 搭乗口                             | - 出発口 - 搭乗待合室                           | - 保安検査場 - 出国審査 - 免税店 - 搭乗口 |
| 1階 | - 手荷物受取所 - バスラウンジ                                                   | - 到着口 - 物販店、飲食店 - 観光案内所 - ツアーカウンター - ラウンジ - 派出所 | - エントランスホール - ミーティングルーム     | - 到着口 - 有料待合室 - 特別待合室 - 観光案内所 | - 税関 - 手荷物受取所                     |
| 1階 | - 手荷物受取所 - バスラウンジ                                                   | - 到着口 - 物販店、飲食店 - 観光案内所 - ツアーカウンター - ラウンジ - 派出所 | 制限区域 - バスラウンジ                       | - 到着口 - 有料待合室 - 特別待合室 - 観光案内所 | - 税関 - 手荷物受取所                     |
| 1階 |                                                                                 | - バス・タクシー乗降場 - レンタカー送迎車乗り場                               | - タクシー乗り場                              | - バス・タクシー乗降場 - レンタカー送迎車乗り場 |                                           |

### 旧LCCターミナル（廃止）
2012年10月18日、空港北側の貨物ターミナル地区に、格安航空会社用のターミナルとして供用を開始。全日本空輸の貨物上屋を改装した施設で、Peach Aviationとバニラ・エアが利用した。同じくLCCのジェットスター・ジャパンは使用していない。
利用客のアクセスは、国内線ターミナル1階から約10分間隔で運行する連絡バスおよび一部レンタカー会社の送迎バスに限られ、徒歩、タクシー、自家用車での立入りはできなかった。オープン当初はCIQ設備がなかったため、Peach Aviationの国際線は国際線ターミナルから発着していたが、2014年2月10日から、国際線も利用を開始した。2019年3月18日に、Peach Aviationとバニラ・エアが、新たに供用を開始した際内連結ターミナル施設に移転したため、閉鎖された。
なお、ターミナルの運営はANAが行っていたため、ターミナルビルの情報は那覇空港旅客ターミナルビルのホームページとは別に設けられた「那覇空港LCCターミナル」ホームページで提供された。

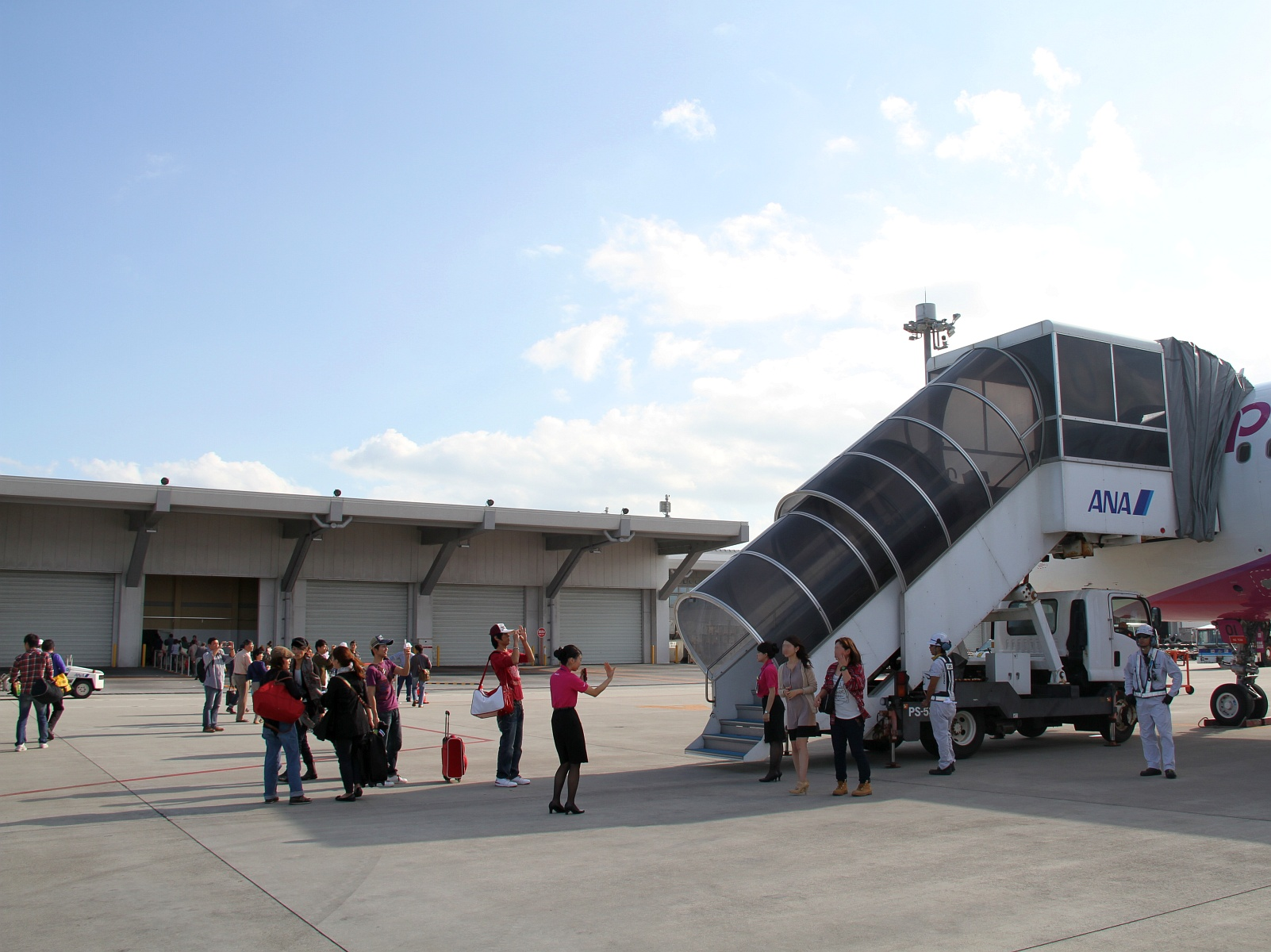
降機の様子（後方がLCCターミナル）。
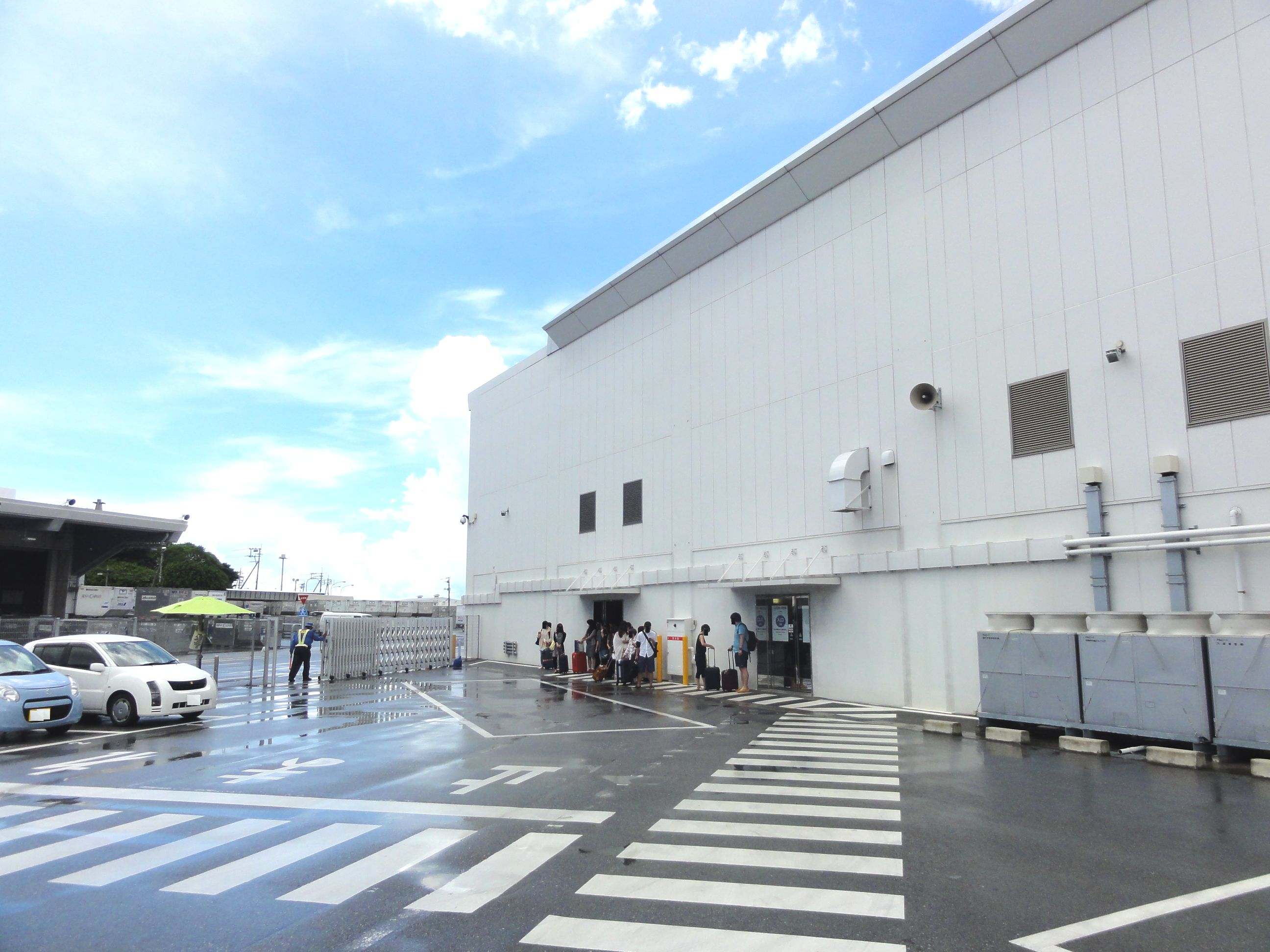
LCCターミナル。
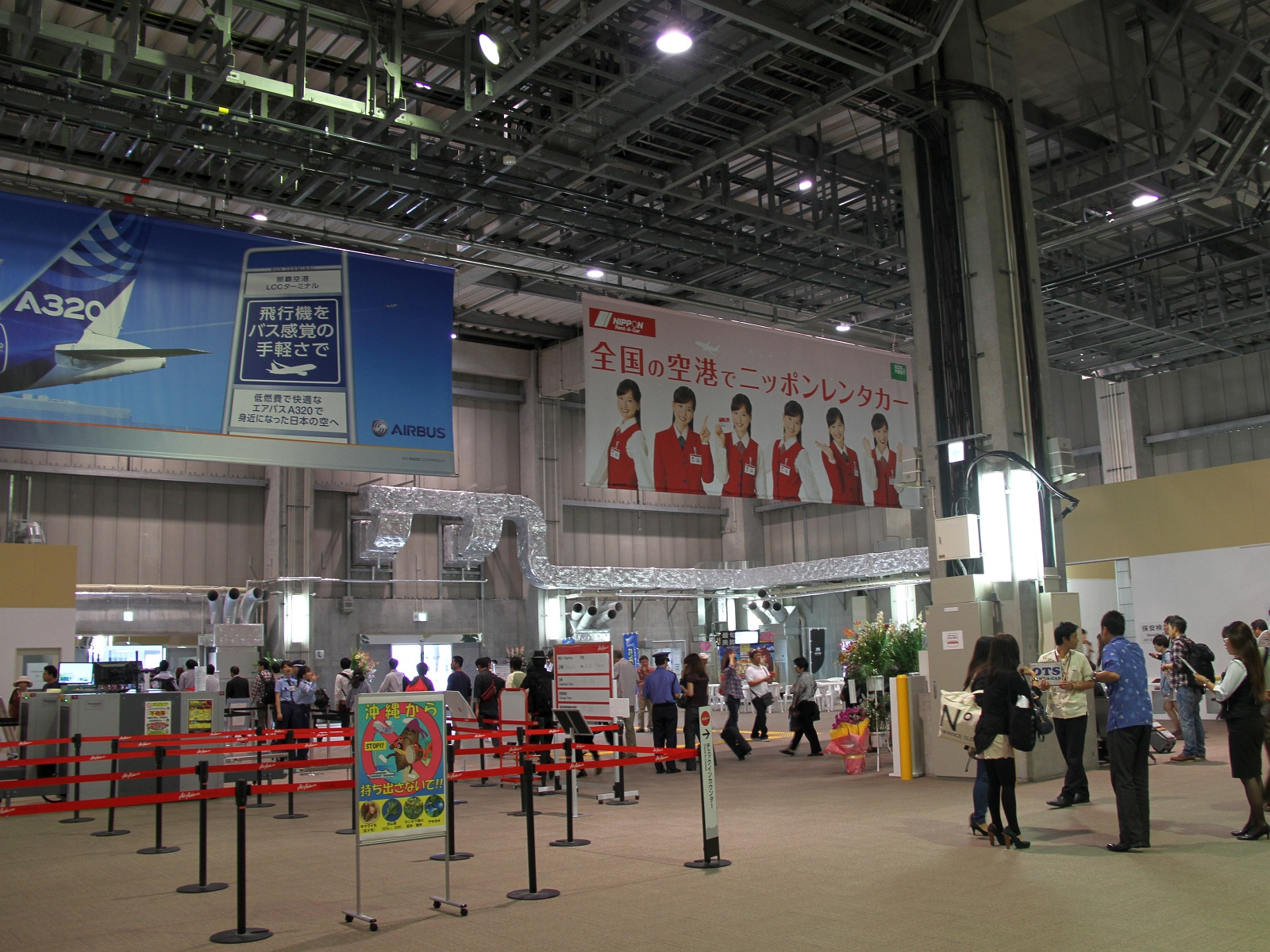
LCCターミナル内部。
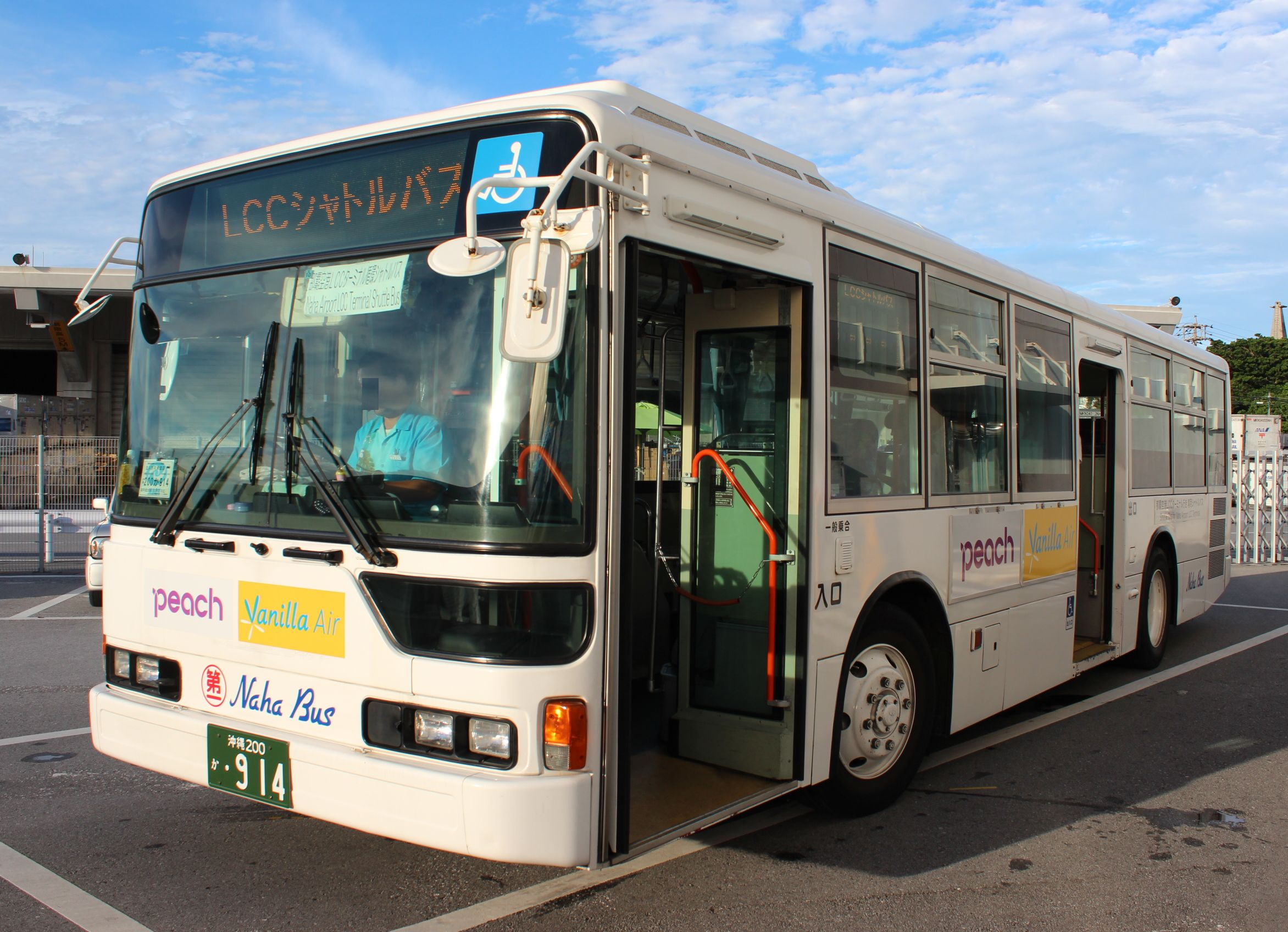
連絡バス（LCCターミナル前）。

### 貨物ターミナル
2009年10月20日に、旧国内線第1ターミナル跡地に新貨物ターミナルが完成し、国際線ターミナル脇の旧貨物ターミナルが移転し、26日から業務を開始した。管理・運営会社は那覇空港貨物ターミナル（大栄空輸の子会社→出資を募り第三セクターへ）。従来のターミナルの倍以上の面積となる。

## 各自衛隊部隊およびその他施設
国内線旅客ターミナルビルからみて国道332号をはさんだ東側の隣接地（敷地外）に陸上自衛隊の那覇駐屯地があり、敷地内の北側空港エリアから順に大阪航空局那覇空港事務所ビル、海上自衛隊那覇航空基地の施設群、航空自衛隊那覇基地の施設群が建ち並び、各自衛隊の飛行場施設などは航空自衛隊那覇基地の管理下にある。
当初、旧管制塔は誘導路E4/W4をほぼ真正面に見る位置にあり、滑走路を西に見渡せる位置にあり、管制塔南側は那覇救難隊の格納庫、陸上自衛隊第15ヘリコプター隊の格納庫と続き、さらに滑走路南端付近には対領空侵犯措置任務のため待機する航空自衛隊戦闘機のアラートハンガーがあった。海上保安庁および県警航空隊・沖縄総合事務局の格納庫は滑走路を挟んで海側の西側誘導路脇にある。その格納庫の北側に那覇VORTAC、南側にエンジンランナップエプロン、隣接する丘に航空自衛隊第5高射群施設、新管制塔がある。貨物ターミナルビル付近から見て東側のビルは那覇航空交通管制部である(2018年10月、組織廃止、神戸航空交通管制部として移転。)。また、那覇空港の北には在日米軍の那覇軍港（那覇港湾施設）が隣接する。
航空自衛隊基地の総面積は約212万平方メートル。自衛隊関係の施設が占める土地のうち国有地はおよそ1/5に過ぎず、残りの部分は私有地を借用している。このため、賃貸料として地主に年間50億円以上が支払われている。

### 航空自衛隊那覇基地

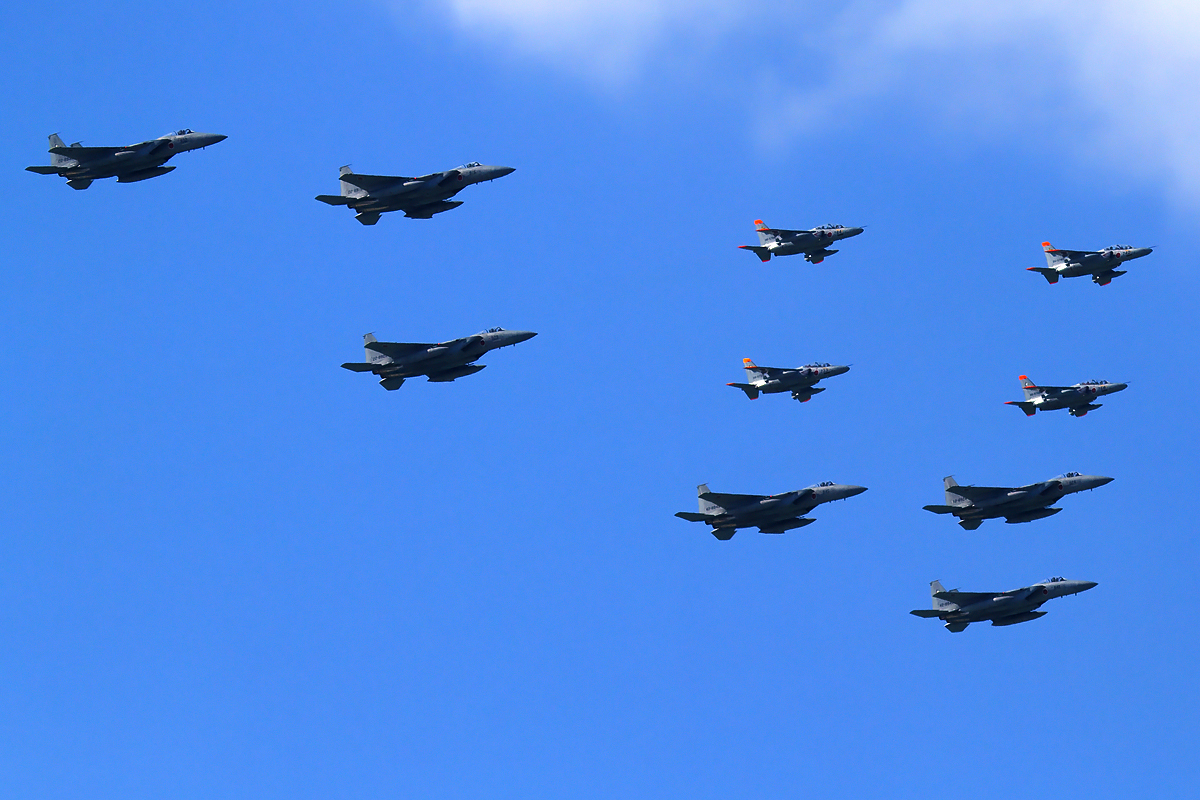
航空自衛隊那覇基地所属のF-15およびT-4
（那覇基地航空祭）。

那覇基地 JASDF Naha Airbase：基地司令は第9航空団司令が兼務する。
航空総隊隷下
- 南西航空方面隊
  - 南西航空方面隊司令部
  - 第9航空団
    - 飛行群
      - 第204飛行隊 : F-15J/DJ、T-4
      - 第304飛行隊 : F-15J/DJ、T-4

    - 整備補給群
    - 基地業務群

  - 南西航空警戒管制団
    - 南西航空警戒管制団司令部
    - 南西防空管制群
    - 第4移動警戒隊

  - 南西高射群-地対空誘導弾ペトリオットを運用する部隊
    - 南西高射群本部
    - 第17高射隊
    - 整備隊

  - 南西航空施設隊
  - 南西航空音楽隊
- （航空救難団）
  - 那覇救難隊：U-125A、UH-60J
  - 那覇ヘリコプター空輸隊：CH-47J(LR)

機体の運用は飛行群本部（入間基地）
- （警戒航空団飛行警戒監視群）
  - 第603飛行隊 : E-2C

航空支援集団隷下
- （航空保安管制群）那覇管制隊
- （航空気象群）那覇気象隊

防衛大臣直轄部隊
- （航空システム通信隊）
  - （保全監査群通信監査隊）
    - 第4通信監査班

  - （移動通信群）
    - 第5移動通信隊
- （航空警務隊）
  - 那覇地方警務隊

### 海上自衛隊那覇航空基地

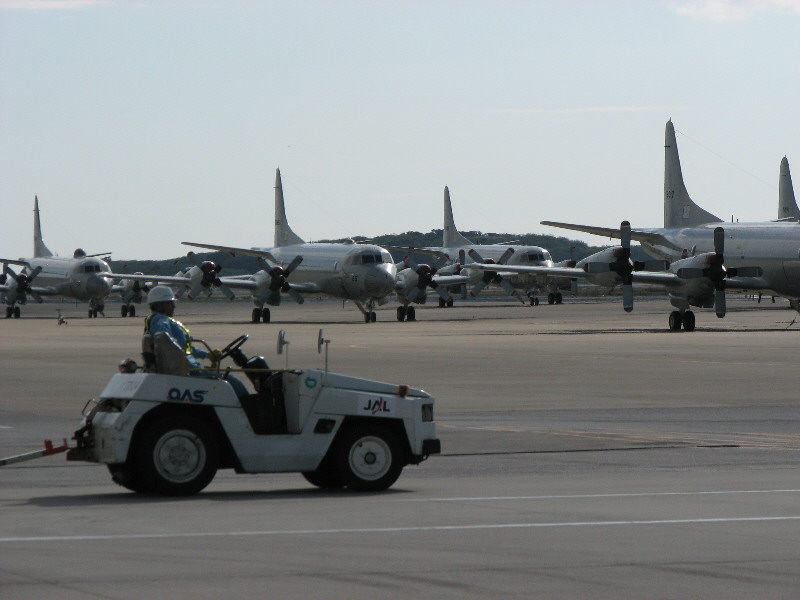
海上自衛隊所属のP-3C群
（那覇空港）

那覇航空基地 JMSDF Naha Airbase
- （航空集団）
  - 第5航空群
    - 第5航空群司令部
    - 第5航空隊：P-3C
    - 第5整備補給隊
    - 那覇航空基地隊
- （システム通信隊群）
  - （佐世保システム通信隊）
    - 那覇システム通信分遣隊
- （海上自衛隊警務隊）
  - （佐世保地方警務隊）
    - 那覇警務分遣隊

### 陸上自衛隊南那覇駐屯地
南那覇駐屯地（みなみなはちゅうとんち）は、自衛隊那覇病院が所在する陸上自衛隊の駐屯地である。駐屯地司令は自衛隊那覇病院長が兼務する。
沿革
- 2022年（令和4年）3月17日：自衛隊那覇病院が航空自衛隊から陸上自衛隊に移管されたことに伴い南那覇駐屯地が開設[88]。

駐屯機関
- 自衛隊那覇病院（共同機関、陸上幕僚長を通じて指揮監督を受ける。）

※なお、第15旅団隷下の第15ヘリコプター隊の庁舎が航空自衛隊那覇基地に所在する。隊舎は飛行場施設隣接地にある陸上自衛隊那覇駐屯地（JGSDF Camp Naha）に所在する。
下記の機体を航空自衛隊那覇基地で運用している。
- LR-2・UH-60JA・CH-47J/JA

### その他の部隊・施設
沖縄県警察
沖縄県警察航空隊：AW139「しまもり」、A109「なんぷう」
豊見城警察署那覇空港警備派出所
海上保安庁
第十一管区海上保安本部
- 那覇航空基地（JCG Naha Air Station〈施設〉）：MAJ FALCON 2000・MA DHC-8-Q300・MH AGUSTA AW139

日本トランスオーシャン航空
空港西側、海保那覇航空基地南側にJTAメンテナンスセンターが設置され格納庫が存在する。JAL系列（エンブラエル機など）や海保（DHC-8-Q300）の整備委託も受託していて他社機飛来もある。
MROジャパン
当初、大阪伊丹空港にて主にANA系列航空機の整備・修理および改造を行っていたが、2019年に那覇空港内に移転。JTAメンテナンスセンター南側に格納庫を新設した。ANAの777-300ERまで対応可能。2021年1月から那覇空港の空自F-15Jの洗浄防錆業務受託。同年7月23日のANAによるA380チャーター運航時、該当機の走行時に旅客ターミナルから出っ張ってしまい、ゲート運用に支障があり格納庫前駐機場に駐機された。

## アクセス

### 鉄道

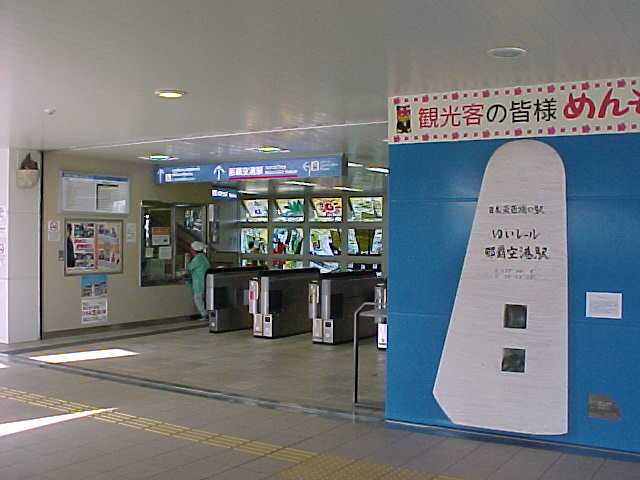
那覇空港駅の改札口と日本最西端駅記念碑（2005年6月7日撮影）

沖縄都市モノレール
- 沖縄都市モノレール線（ゆいレール）
  - 那覇空港駅

### バス
国内線エリア前と国際線エリア前にのりばがある。どの路線も両方ののりばに発着する。
リムジンバス

那覇空港と主要リゾートホテルを結ぶ路線（リゾートホテル以外の一部の施設にも停車する）。沖縄バスが運行。
- Aエリア - 宜野湾市・北谷町
- Bエリア - 恩納村西部・読谷村
- ABエリア - 宜野湾市・北谷町・読谷村
- Cエリア - 恩納村中部・東部
- CDエリア - 恩納村・名護市喜瀬
- DEエリア - 恩納村東部・名護市・本部町
- カヌチャシャトルバス カヌチャベイホテル&ヴィラズ発着便（琉球バス交通が運行）

路線バス

一般道経由
- 23：那覇バスターミナル・県庁北口・普天間・コザ・安慶名・具志川方面
- 26：那覇バスターミナル・県庁北口（・一部サンエー浦添西海岸 PARCO CITY）・沖縄コンベンションセンター方面
- 83：那覇バスターミナル・県庁南口・八重瀬町東風平・玉泉洞方面
- 95：沖縄アウトレットモール・あしびなー・iias沖縄豊崎直行
- 99：那覇バスターミナル・県庁北口・那覇新都心・浦添・沖縄コンベンションセンター方面
- 120：那覇バスターミナル・県庁北口・国道58号・北谷・嘉手納・恩納村・名護方面
- 125：那覇バスターミナル・県庁北口・首里・真栄原・普天間・イオンモール沖縄ライカム方面
- 189：道の駅いとまん・糸満バスターミナル方面
- 190：那覇バスターミナル - 県庁北口・安里・真栄原・普天間・コザ・知花・具志川方面
  - 23・83番は一部のみ那覇空港発着で本数少

- 北谷ライナー：サンエー浦添西海岸 PARCO CITY・北谷（リゾートホテル）方面
- 瀬長島ライナー：瀬長島ウミカジテラス方面、県庁北口・おもろまち駅前方面
- TK01・ハーレーエクスプレス：道の駅いとまん・糸満市役所・琉球ホテル＆リゾート名城ビーチ方面、国際通り入口方面
- TK02・ウミカジライナー：瀬長島ウミカジテラス・沖縄アウトレットモール・あしびなー・iias沖縄豊崎・道の駅いとまん・糸満市役所・琉球ホテル＆リゾート名城ビーチ方面、国際通り入口方面
- TK03・琉球ホテル＆リゾート名城ビーチ直行

沖縄自動車道経由
- 111：那覇バスターミナル・国場・名護方面
- 113：那覇バスターミナル・国場・コザ・具志川方面
- 117：那覇バスターミナル・国場・名護・沖縄美ら海水族館方面
- 123：那覇バスターミナル・国場・コザ・石川方面
- 152：イオンモール沖縄ライカム方面
- やんばる急行バス 空港線（888）：県庁北口・那覇新都心・本部・沖縄美ら海水族館・今帰仁・運天港方面
- 沖縄エアポートシャトル：恩納・名護・沖縄美ら海水族館方面
- 美ら海ライナー：北谷・名護・沖縄美ら海水族館方面
- ジャングリア エクスプレス：ジャングリア沖縄直行

空港内シャトルバス
国内線ターミナルとLCCターミナルの間を結ぶ専用シャトルバスが格安航空会社便搭乗手続き開始30分前から出発30分後まで約10分おきに運行されていた。格安航空会社利用者以外（見送り、出迎え）でも利用が可能。LCCターミナルは制限区域内のため、指定レンタカー会社の送迎サービスを除き、このシャトルバスでしか出入りできなかった。那覇バスが運行していた。上記LCCターミナル閉鎖により、運行は終了した。

### 道路
- 国道332号
- 沖縄県道231号那覇空港線
- 那覇空港自動車道
- 那覇西道路

## 事件・事故・トラブル

### 航空機関係

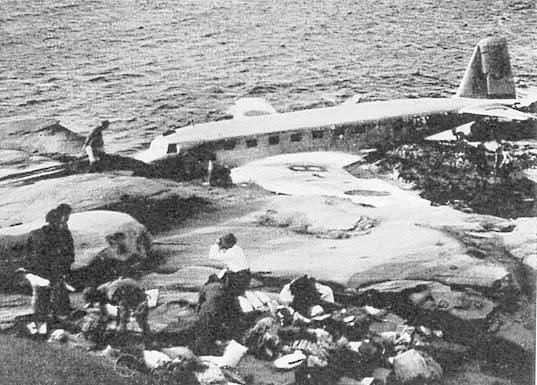
不時着事故を起こした大日本航空のDC-2「阿蘇号」

- 1938年12月8日 - 台北から那覇に向かっていた大日本航空のダグラス DC-2「富士号」が慶良間諸島久場島沖で墜落、乗客14名・乗員4名中11名が死亡し、当時の日本の航空史上最大の犠牲者を出した[93]。
- 1940年2月5日 - 那覇から台北に向かっていた大日本航空のDC-2「阿蘇号」が、尖閣諸島の魚釣島上空に達する地点で突如右エンジンがトラブルを起こし不時着した（大日本航空阿蘇号不時着事故）。
- 1970年7月27日 - アメリカ合衆国の航空貨物会社フライング・タイガー・ラインのダグラス DC-8が、着陸直前に滑走路手前の海域に墜落し乗員4名が死亡（フライング・タイガー・ライン45便那覇沖墜落事故）。
- 1994年12月11日 - 沖縄県の東側上空でマニラ発成田行きフィリピン航空434便の機内で爆弾が爆発する事件（フィリピン航空434便爆破事件）が起き、当該機が当空港に緊急着陸した。
- 2007年8月20日 - チャイナエアラインのボーイング737-800型機が着陸直後にエンジンから出火炎上した（チャイナエアライン120便炎上事故）。
- 2014年4月28日 - 正午前、新石垣発のピーチアビエーション機が着陸直前に異常降下する事案が発生した[94]。
- 2015年6月3日 - 13時25分頃、航空自衛隊那覇基地所属ヘリCH47が管制官の指示を得ず（離陸許可と誤認）に離陸滑走中の全日空機（新千歳空港行　1694便　ボーイング737-800）を横切り離陸、全日空機は離陸を中断し滑走路中央付近で停止したがその後、日本トランスオーシャン航空（JTA）機（新石垣空港発ボーイング737-400）が全日空機が留まる滑走路にそのまま着陸し全日空機の400 - 500 m手前で停止するという事故を起こしかねない重大インシデントとなる二重のトラブルが発生した[95][96]。
- 2018年3月18日 - 中華人民共和国の吉祥航空のエアバスA320型機が管制官からの許可なしで離陸を開始するインシデントが起きた。

#### その他
- 1959年6月19日 - 当時の米軍那覇サイト（現在の那覇空港）でMIM-14ナイキ・ハーキュリーズミサイルが誤射事故を起こし、沖合に着水。死者1名、負傷者6名。2017年になって、NHKスペシャル「沖縄と核」でこのミサイルが核弾頭を搭載した核ミサイルだった事が報道された[97]。
- 2000年9月28日 - 中華民国船籍のコンテナ船ユニ・モラル号が滑走路の北・約850mの沖合で座礁、便の欠航・遅滞によりダイヤは終日混乱した[98]。
- 2013年3月27日 - 9時43分頃、成田発のジェットスター機から空港ビルにつながるボーディングブリッジで、降機中の女性乗客の手荷物からはさみが落ちた。客室乗務員がすぐにそのはさみをその女性乗客に渡したものの、その女性が空港の制限区域内を出たかどうか不明だった為、一時空港を閉鎖、手荷物検査を終えた乗客も再度手荷物検査をする事になった。その影響で、発着便に遅れや欠航が出た[99]。

## その他
- 那覇空港を管轄する警察署は、那覇警察署ではなく豊見城警察署である。当初は同空港を含む那覇市小禄地区、および島尻郡豊見城村（現豊見城市、以下同じ）を管轄する「那覇南警察署」が那覇市小禄に設置される予定だった。後に計画が変更され、同地区を管轄する警察署は豊見城村に設置されたためである。
- 航空自衛隊那覇基地で開催の航空祭では、民間機発着の関係上[要出典]ブルーインパルスの展示飛行を長く実施しなかったが、2005年12月11日に編隊飛行（白スモーク有り）、2006年12月10日に本課目展示（通常の展示飛行任務である金曜着 - 月曜帰還パターン）、2006年12月9日は課目予行飛行が実施された。
- 台湾の台湾桃園国際空港では、発着案内等で那覇空港行きを「琉球（沖縄）」（英語表記では「Okinawa」）と案内している（経緯は中華民国#沖縄県への認識を参照）。
- 当空港の正式名称は「那覇空港」であるが、機内アナウンスや航空会社発行の冊子類やウェブサイトなどでは単に「沖縄」または「沖縄・那覇空港」と案内されることがある。これは日本航空が就航当初嘉手納飛行場発着であった名残だとされる。